# Російське бароко

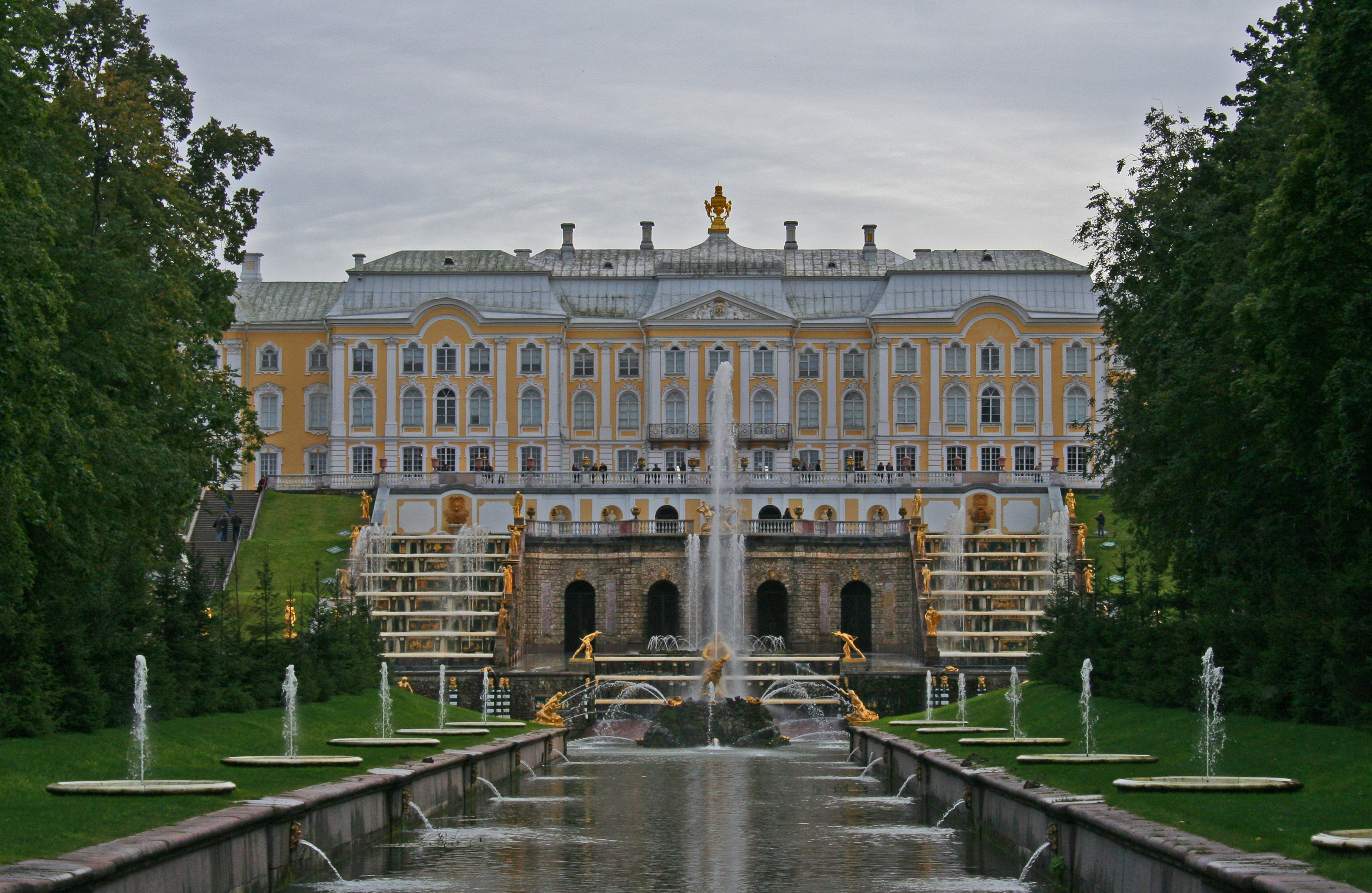
Петергоф — своєрідна візитна картка російського бароко

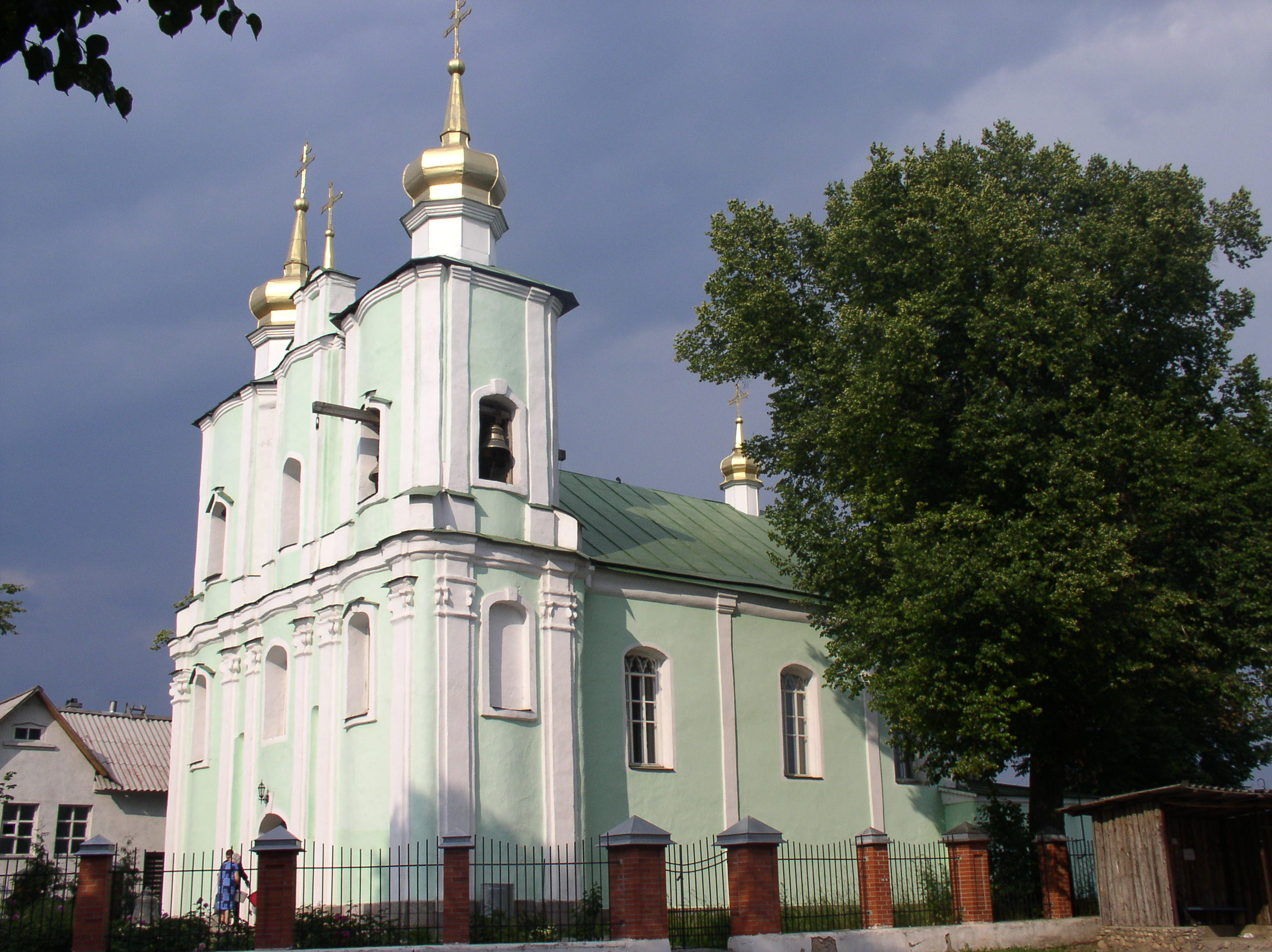
Троїцька церква (першопочатково костел 1649 р.) в місті Себеж — найстаріша пам'ятка бароко на російських теренах (до XVIII ст. місто належало до ВКЛ)

Російське бароко (рос. Русское барокко) — етап в розвитку російської культури і мистецтва, що хронологічно охопив період з 1680-х рр. до третьої чверті XVIII ст.

## Класифікація
- Предбароко (Наришкінський стиль та суміжні напрямки): 1680-ті — 1720-ті рр., в провінції до кінця XVIII ст.
- Петрівське бароко: 1700-ті — 1730-ті рр.
- Єлизаветинське бароко, або розвинене чи пізнє: друга та третя чверті XVIII ст., провінційні напрямки вигасли лише на початку XIX ст.

### Предбароко (Наришкінський стиль)
Це умовна назва особливого стильового напрямку в мистецтві в Росії, що поширилось наприкінці XVII — на початку XVIII ст. Найяскравіше проявилося в архітектурі церков Москви і підмосковних вотчин бояр Наришкіних — звідси назва. Архітектура наришкінського стилю (наришкінського бароко) — це суміш стилістичних елементів архітектури Московського царства XVII століття, елементів північного бароко західної Європи, елементів пізнього маньєризму — за висновками Віппера Б. Р.
Боярин Лев Наришкін був дипломатом, а також головою Посольського приказу. Не дивно, що він стикався з проявами західноєвропейського бароко і сприяв запозиченням його єлементів в будівництво садибних церков. Гра різновеликих об'ємів, використання колон в декорі наближають цю архітектуру до бароко, але її стан надзвичайно далекий від логіки несомих і несучих частин і використання класичного ордеру європейського бароко, від його логіки.
Відсутність масового кам'яного світського будівництва обумовила вияви наришкінського бароко переважно в церковній архітектурі. Основна форма храмів «наришкінського стилю» — т. зв. «восьмерик на четверику» (бокових вісьмериків могло бути декілька). Значними зразками цього стилістичного напрямку є:
- Церква Покрова в Філях, тепер в межах Москви
- Успенська церква на вулиці Покровка, Москва — (зруйнована більшовиками)
- Церква Св. Бориса й Гліба, село Зюзіне, нині Москва
- Церква Спаса в Уборах
- Троїцька церква в селі Троїце-Ликове, тепер Москва
- Церква Знаміння на Шереметєвому дворі, Москва
- Собор Богоявленського монастиря, Москва

Виникли навіть цілі ансамблі в наришкінському стилі — Лев Наришкін та його родина робили великі вклади на прикрашення давніх монастирів. Добре збережені комплекси московських Новодівочого, Донського та Високопетровського монастирів та Солотчинський монастир біля Рязані є рідкісними за цілісністю і повнотою пам'ятками ранньобарокового часу.
На кінець XVII ст. прийшлись і перші компромісні зразки барокових інтер'єрів в палацах російського дипломата А. С. Матвєєва (1625—1682) та фаворита Царевни Софьї — Голіцина В. В. До реставрації палат Голіцина в Москві був причетний відомий реставратор Барановський Петро Дмитрович. Але відреставровані палати зруйнували у 1931 р.
Із світських будівель доби наришкінського бароко найвідоміші: трапезна Симонова монастиря (1680—1683 рр., П.Петров та Й.Старцев), «наришкінські палати» Високопетровського монастиря (1680-ті рр.), т. зв. Сухаревська вежа (1695—1701 рр., знищена більшовиками), трапезна Троїце-Сергієвої лаври (1688—1696 рр.).
Ще раніше в Москву прийшли зразки декоративно-ужиткового мистецтва європейського бароко — срібні і золоті келихи ювелірів Німеччини і Голландії, меблі, дзеркала, годинники, гобелени тощо.

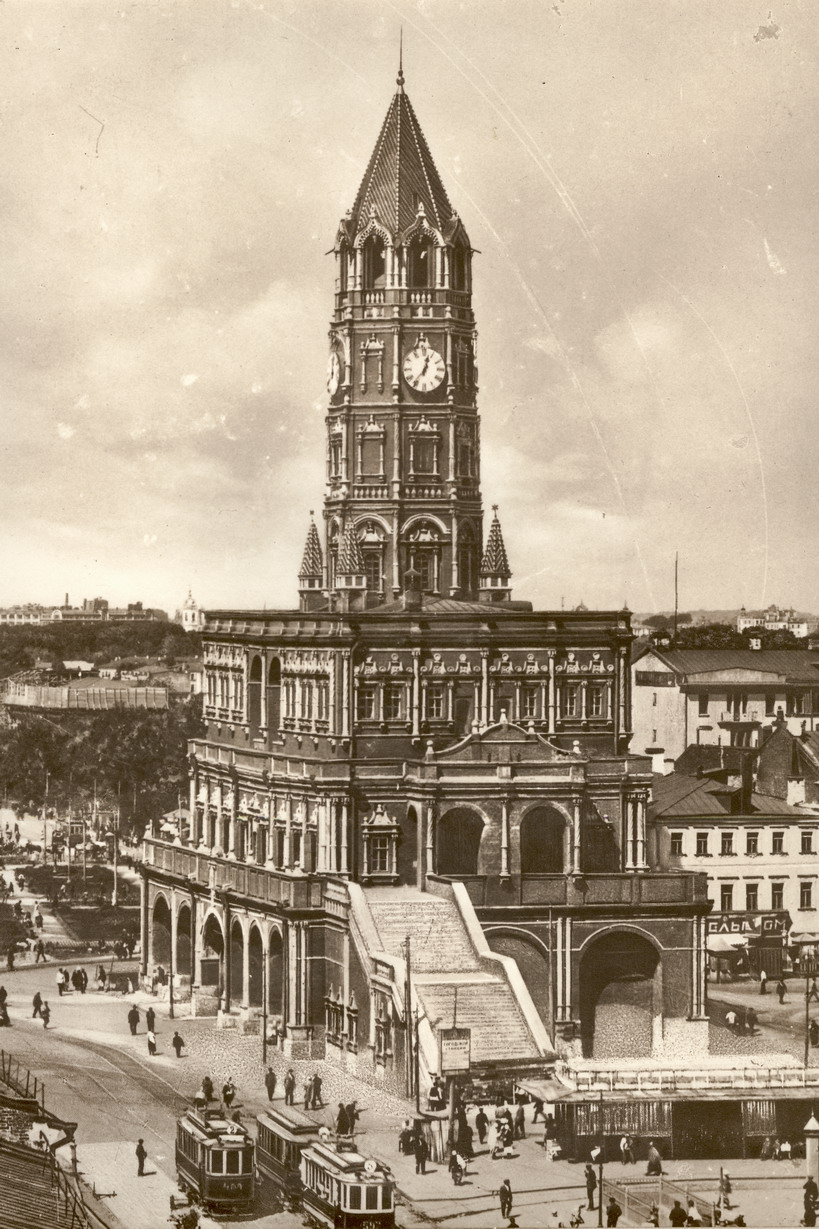
Втрачена Сухаревська вежа Москви — колись найбільша світська споруда Росії
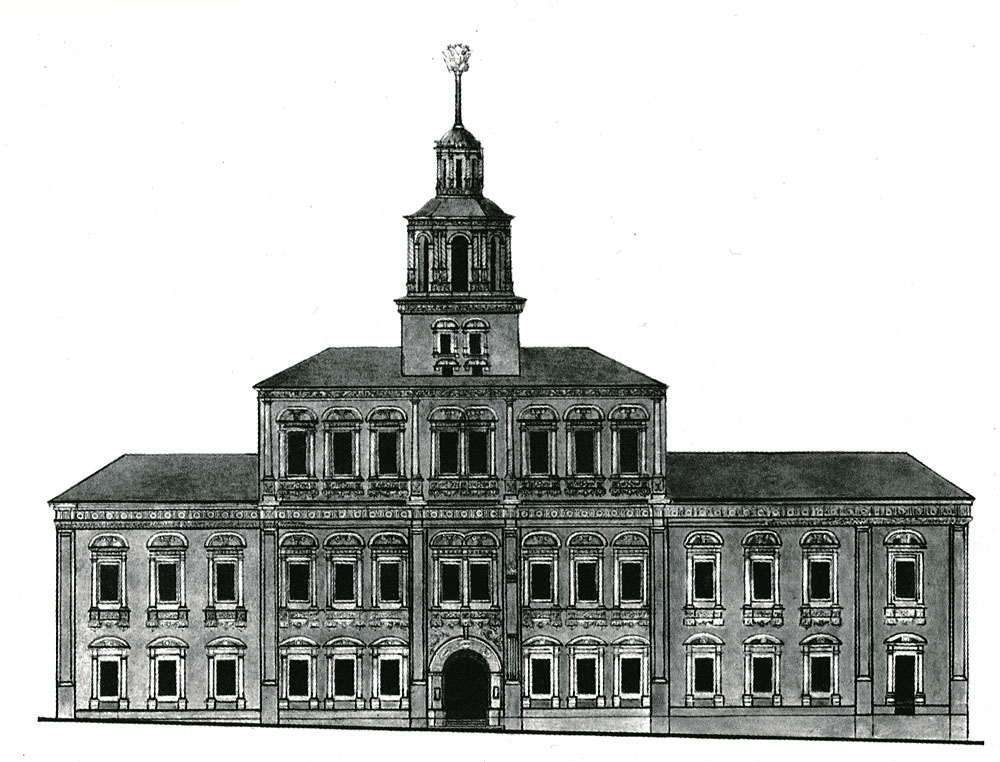
Втрачена будівля Земського наказу, 1696-1701. На її місці нині розташований Державний Історичний Музей Росії
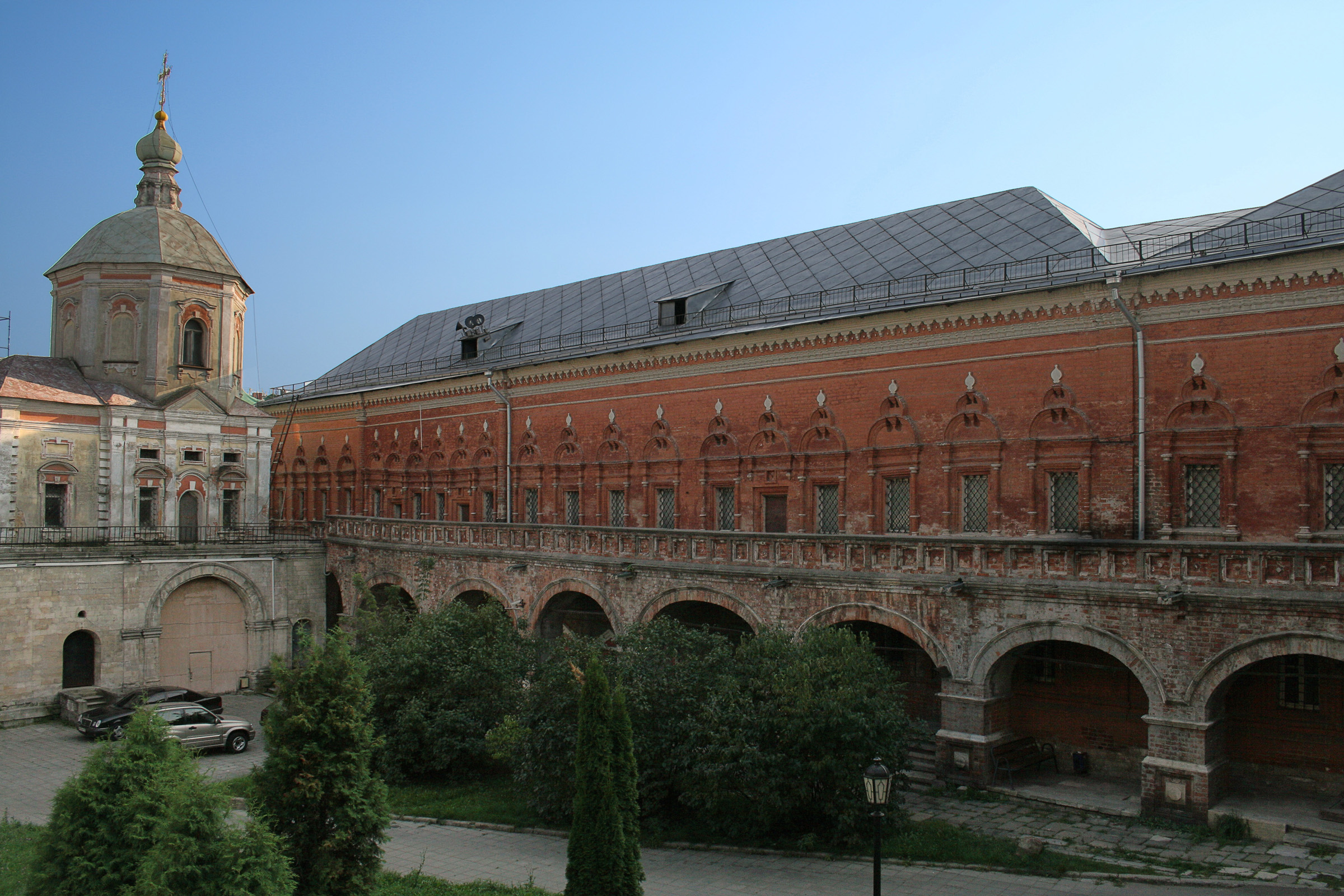
Барокові будівлі московського Високопетровського монастиря — наришкінські палати (1680-ті) та Петропавлівська церква (1753-1755)
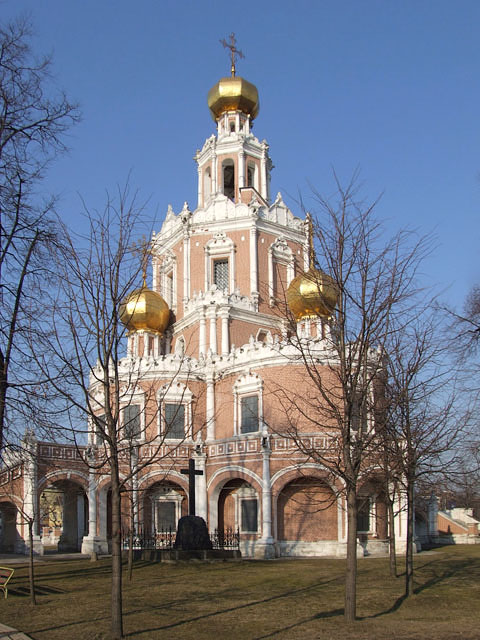
Церква Покрова в Філях.
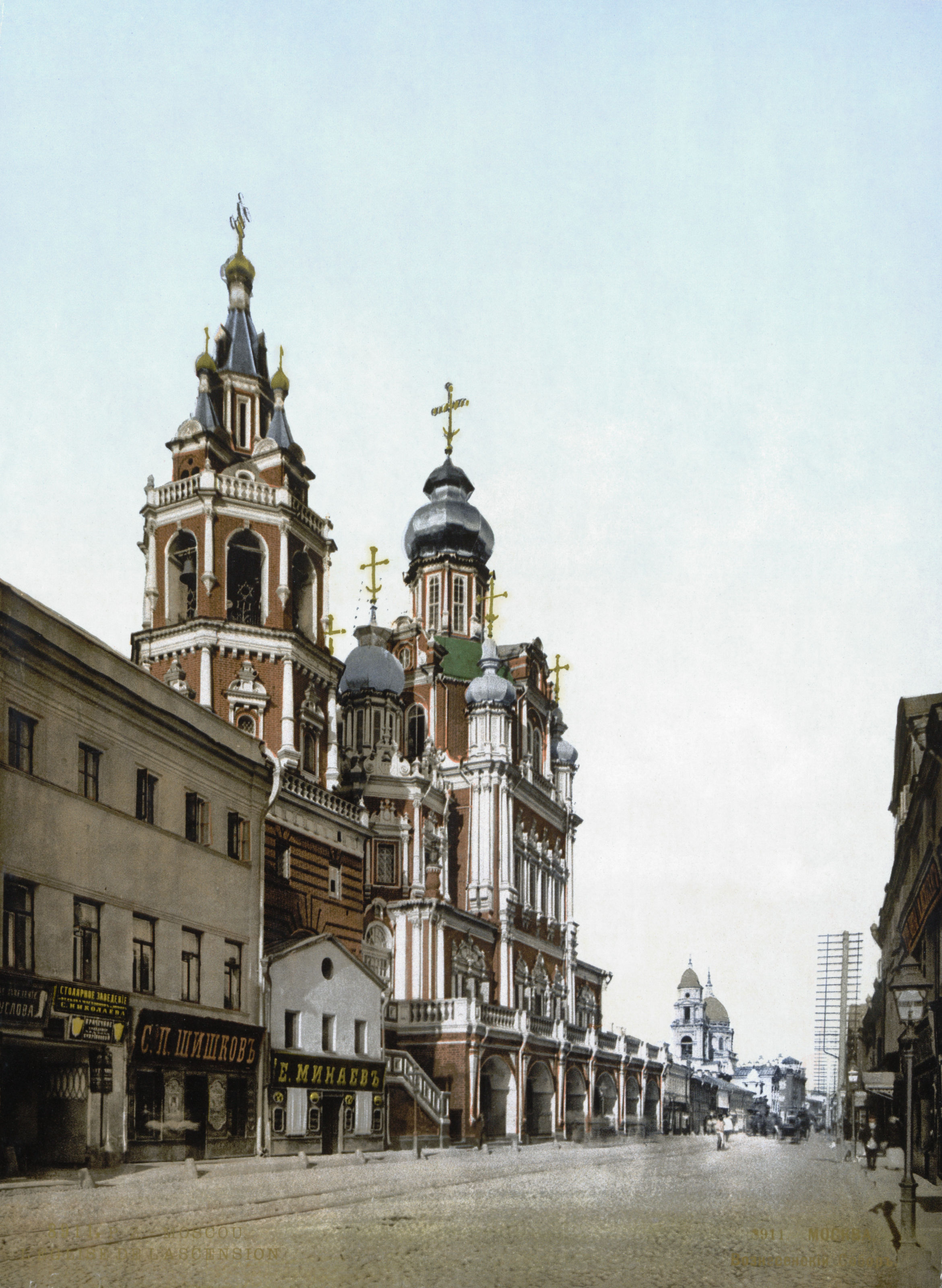
Успенська церква на вулиці Покровка. Втрачена в 1936
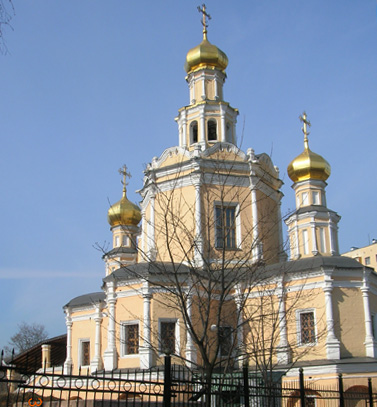
Церква Св. Бориса й Гліба, село Зюзіне
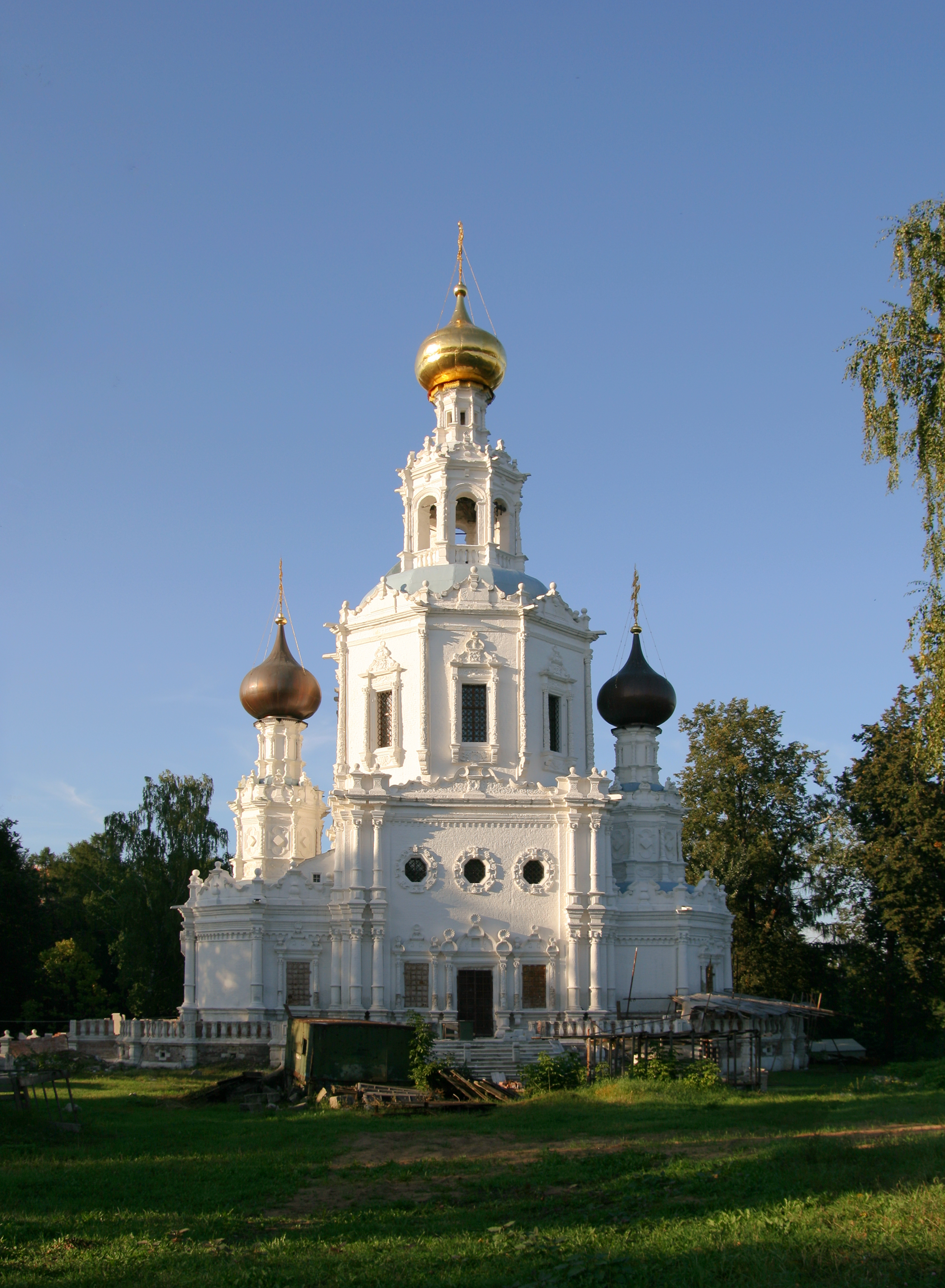
Троїцька церква в Троїце-Ликове
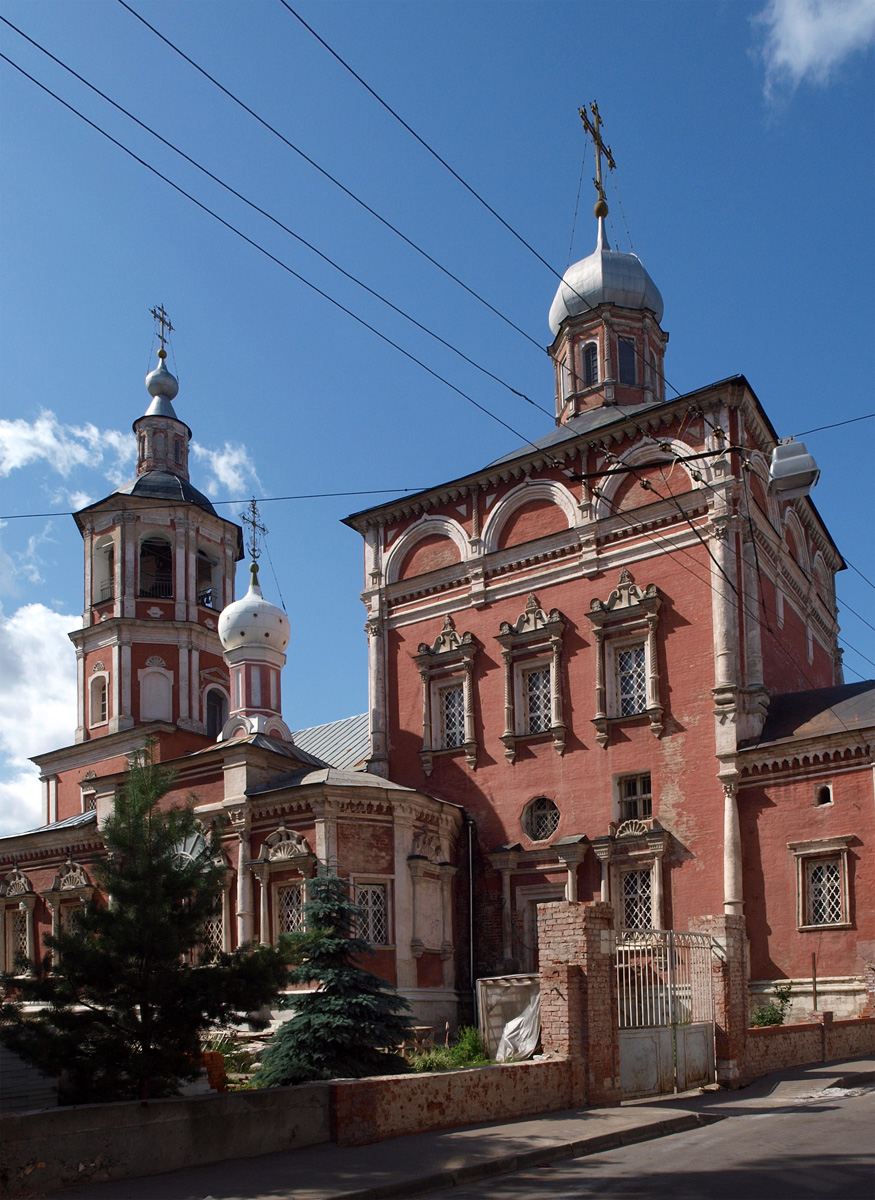
Введенська церква в Барашах, Москва

Наприкінці XVII — на початку XVIII із складу наришкінського стилю виділились т. зв. «Голіцинське бароко» та «Строганівське бароко». Пам'ятки «Строганівського стилю» більше тяжіють до форм давньоруського мистецтва. Барокові риси в ньому єднаються із традиційним п'ятибанням. Із п'ятибанням будуються як малі церкви, так і величезні міські та монастирські собори — Успенський в Астрахані (1698—1717, Т. Мякішев), Успенський в Рязані (освячений в 1699), Великий Донський у Донському монастирі столиці (1689—1696) та ін.

Характерні приклади «Строганівське бароко» та його інших аналогів:
- Церква Миколи «Великий Хрест», Москва (1680-ті рр., знищена більшовиками)
- Собор Введенського монастиря, Сольвичегодськ (освячений 1689—1693 рр.)
- Казанська церква, Устюжна (1694 р.)
- Церква Михаїла Архангела в Тропарьово, Москва (1696 р.)
- Церква Воскресіння в Кадашах, Москва (1697 р.)
- Церква Собору Богородиці, Нижній Новгород (1697—1719 рр.)
- Смоленська церква, Нижній Новгород (1689—1697 рр.)
- Церква Положення Ризи на Донський вулиці, Москва (1717 р)

«Голіцинське бароко» відоме поодинокими пам'ятками Москви та околиць. Воно навпаки, більше тяжіє до західноєвропейського бароко. Храми цього стилю — частіше ярусні ротонди з багатопелюстковою основою.
- Знаменська церква (Дубровиці), біля Подольська (1690—1704 рр.)
- Знаменська церква в Перово, Москва, (1699—1705 рр.)

Створювались також і багатопрестольні однобанні храми традиційної композиції, такі як московська церква Введення в Барашах (1688—1701 рр.), собор Миколо-Веньовського монастиря (1696—1701 р.), палацева церква Казанського кремля (межа XVII—XVIII ст.) та ін.

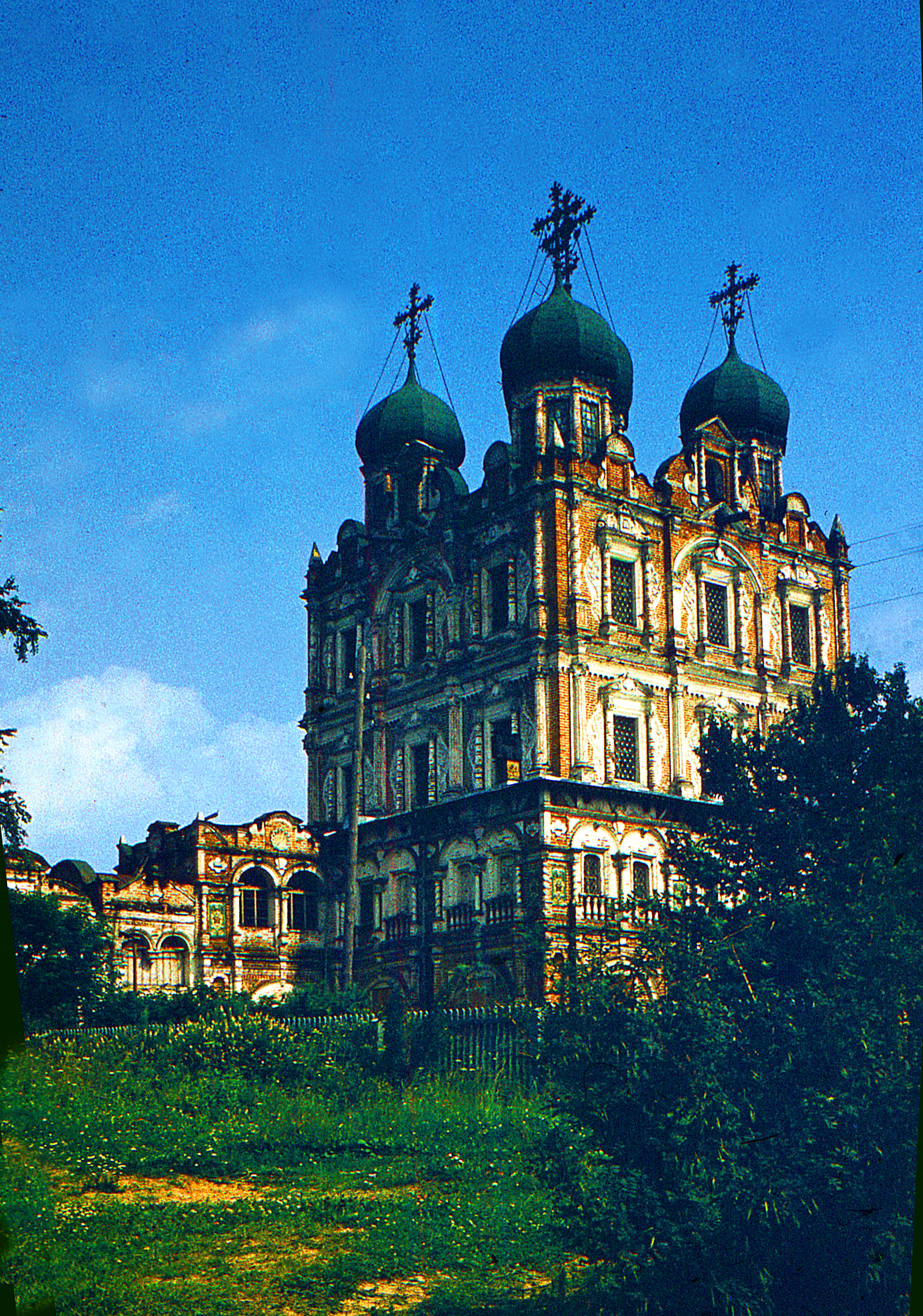
Введенський собор, Сольвичегодськ.
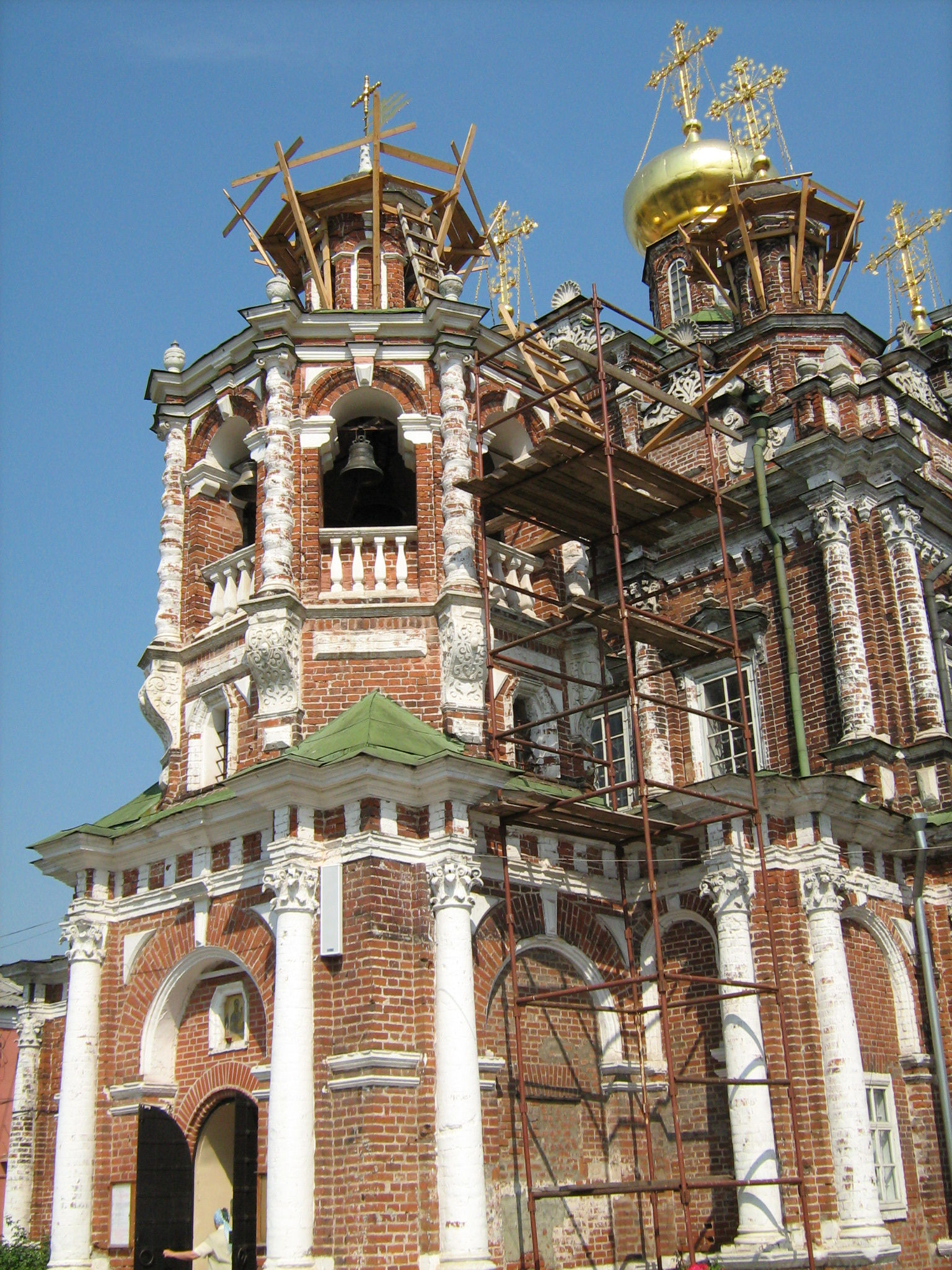
Казанська церква, Нижній Новгород.
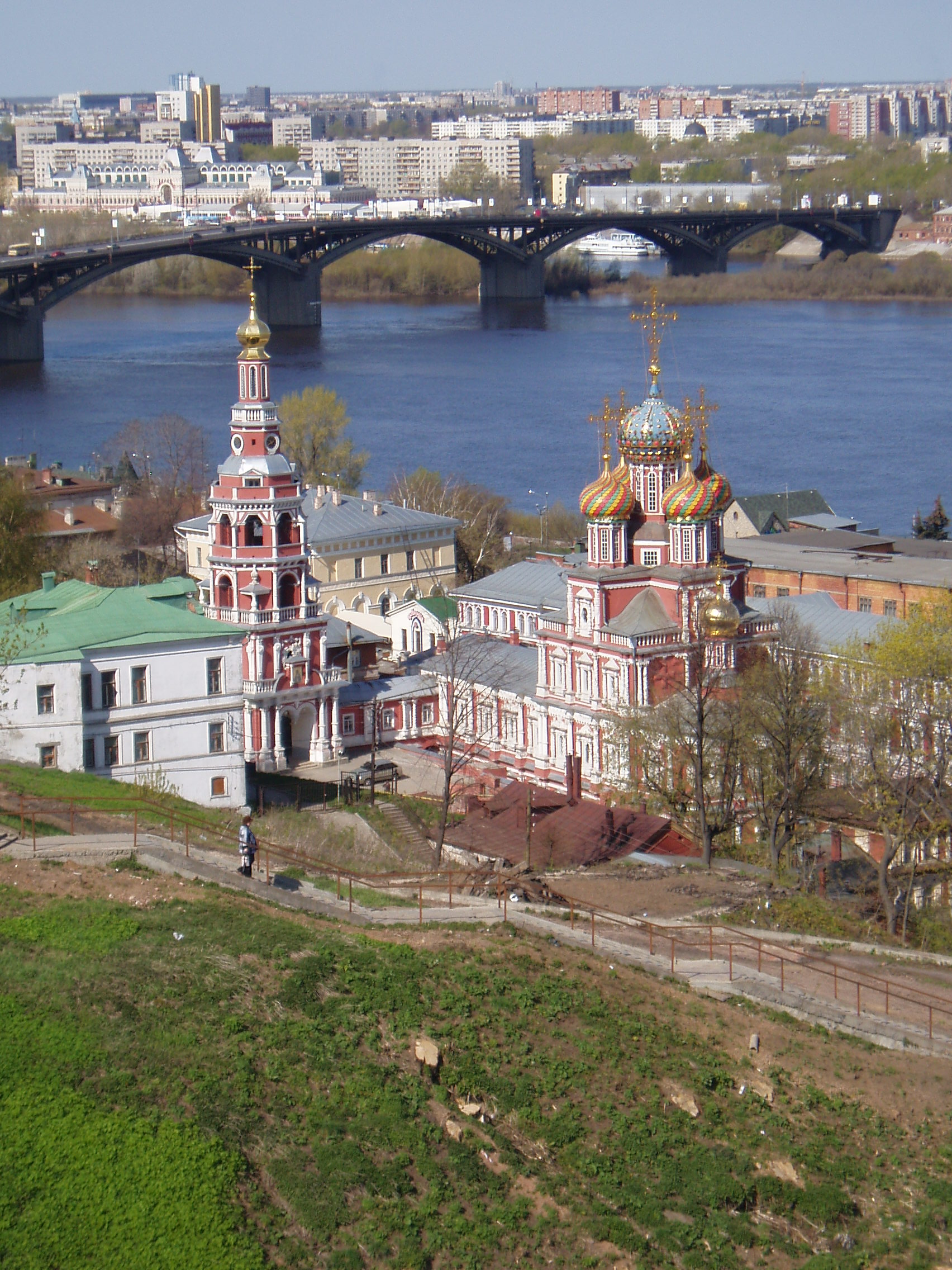
Церква Собору Богородиці, Нижній Новгород.
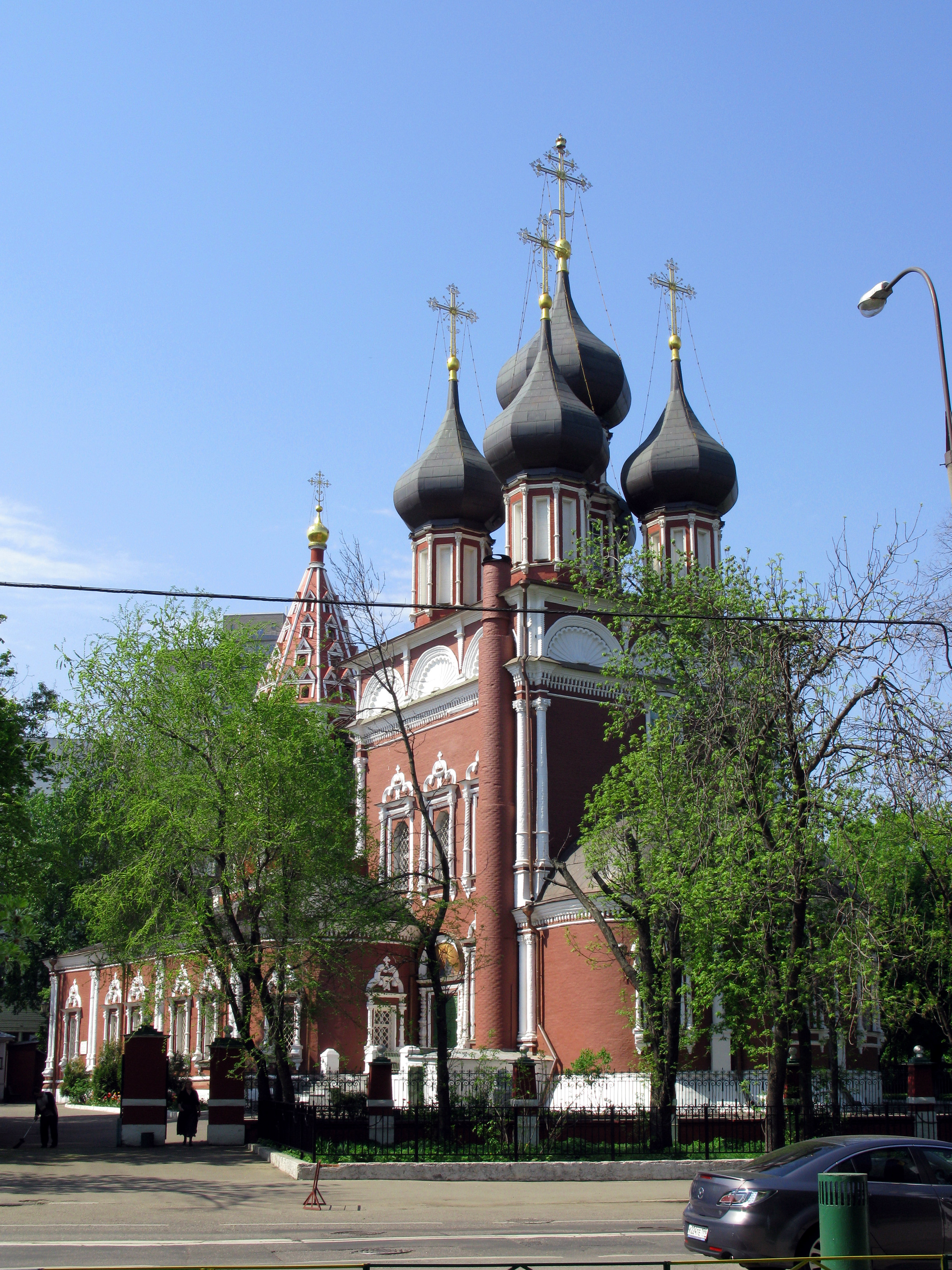
Церква Положення Ризи на Донський вулиці, Москва.
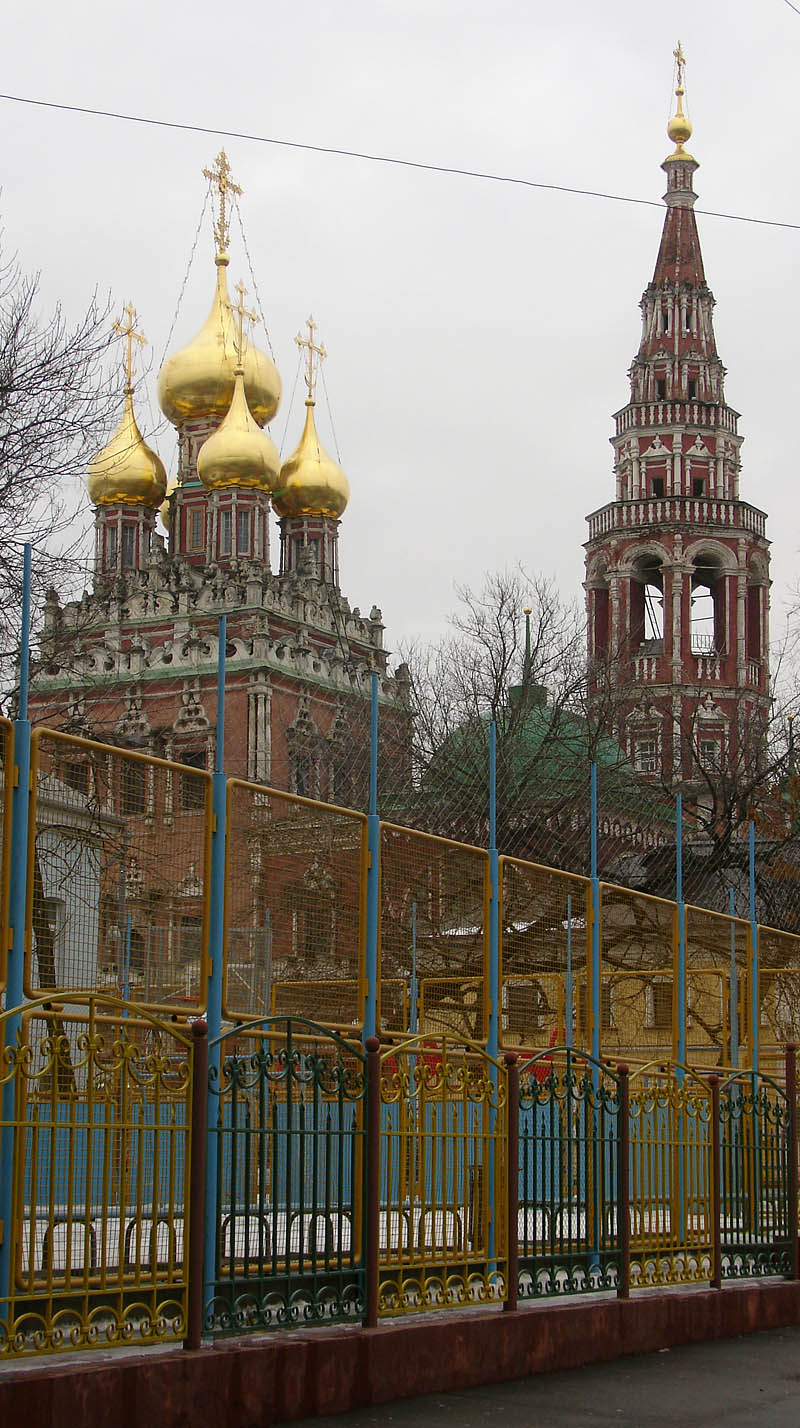
Церква Воскресіння в Кадашах, Москва.
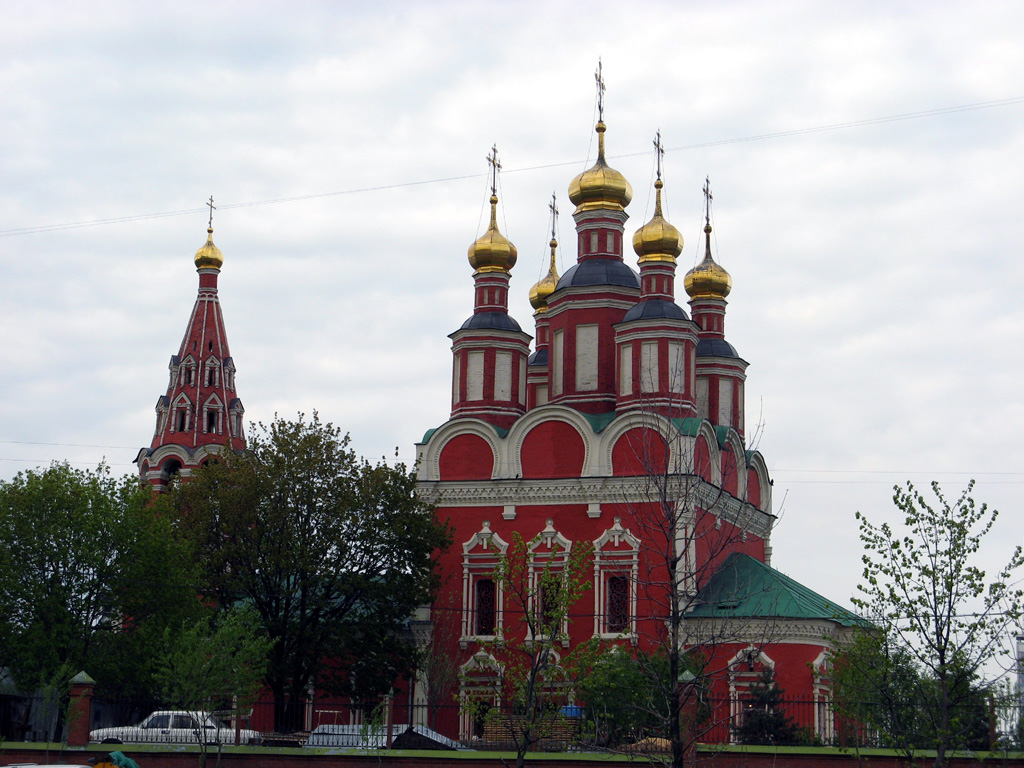
Михайлівська церква в Тропарьово, Москва.
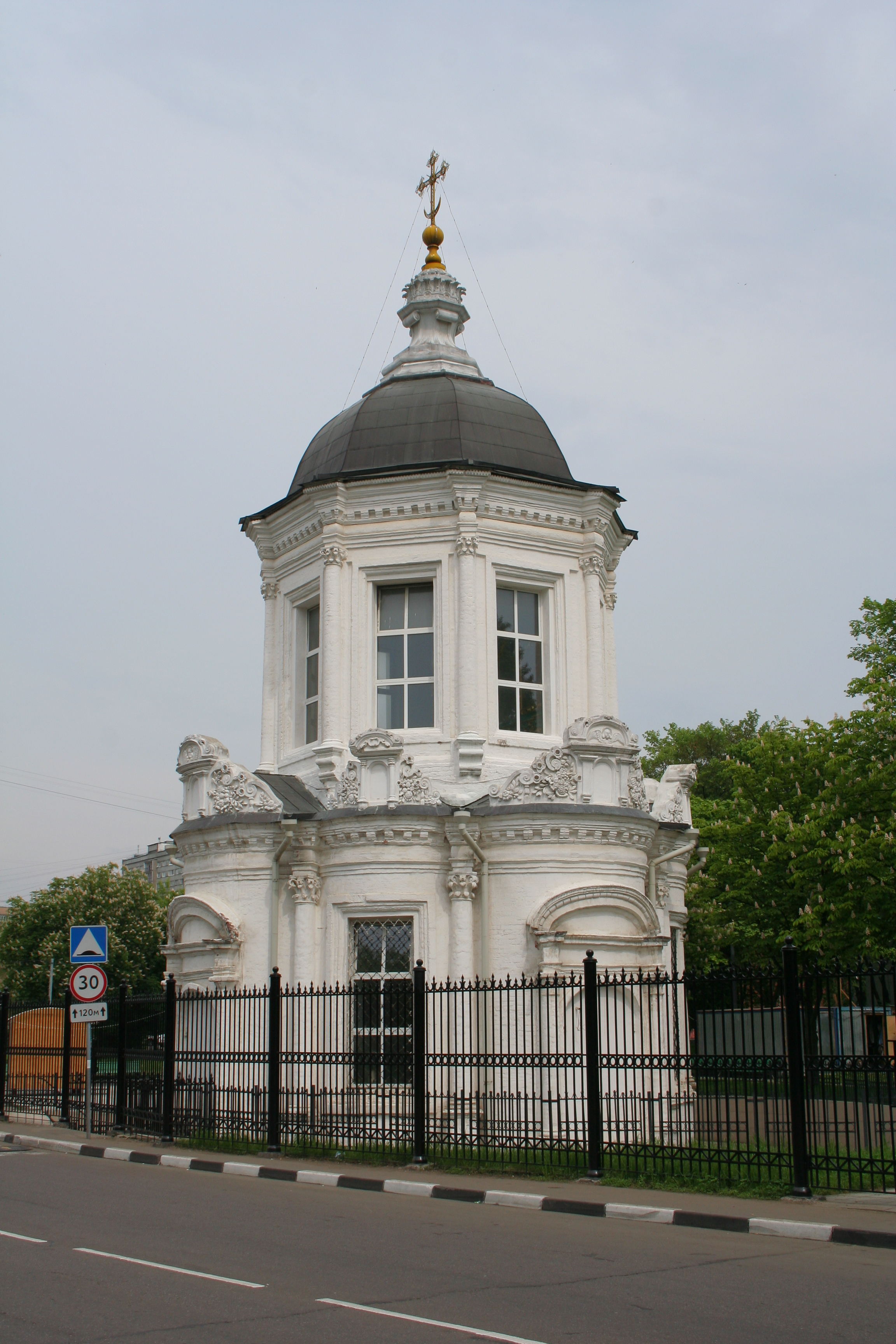
Знаменська церква в Перово, Москва.
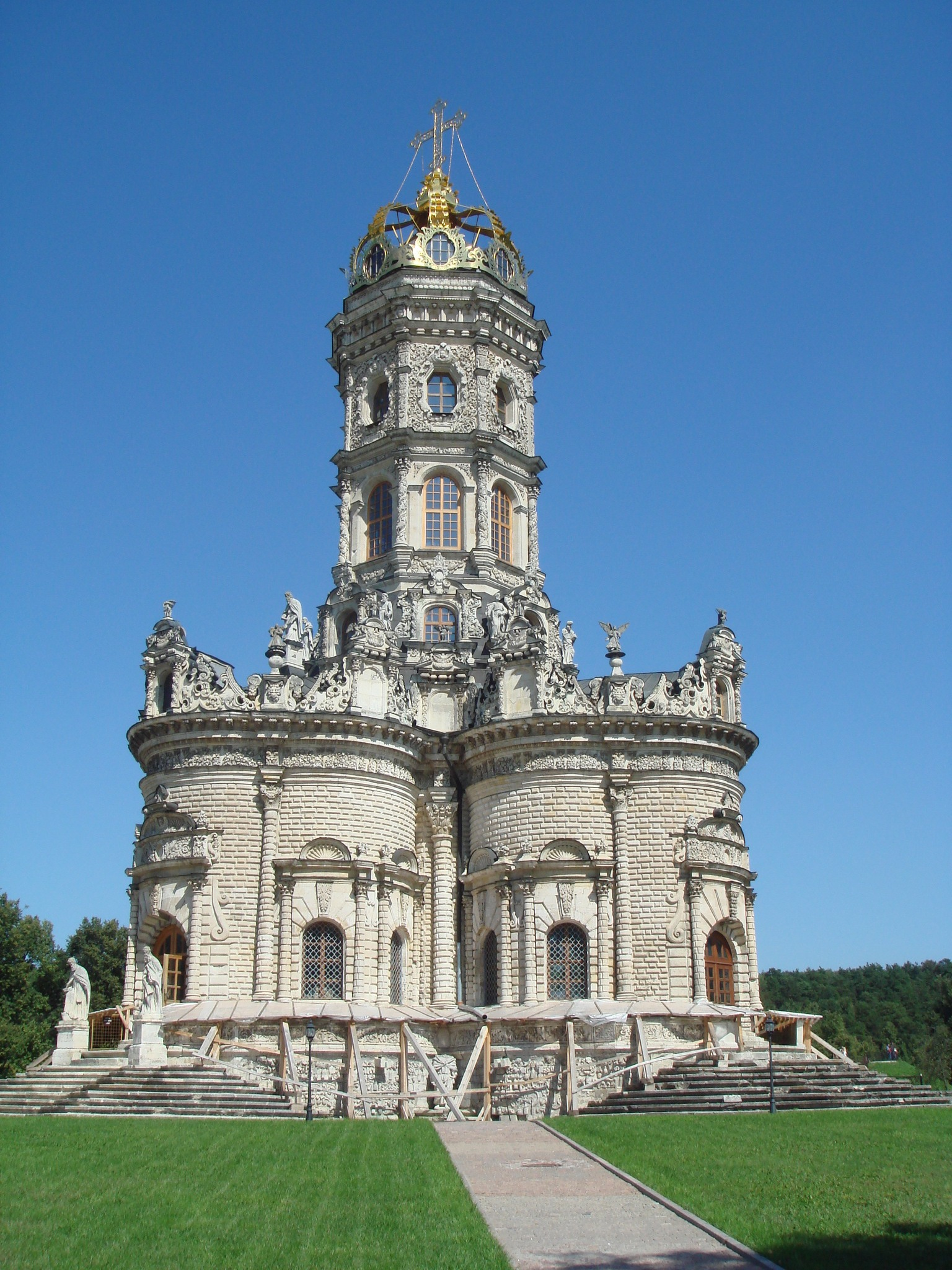
Знаменська церква (Дубровиці).
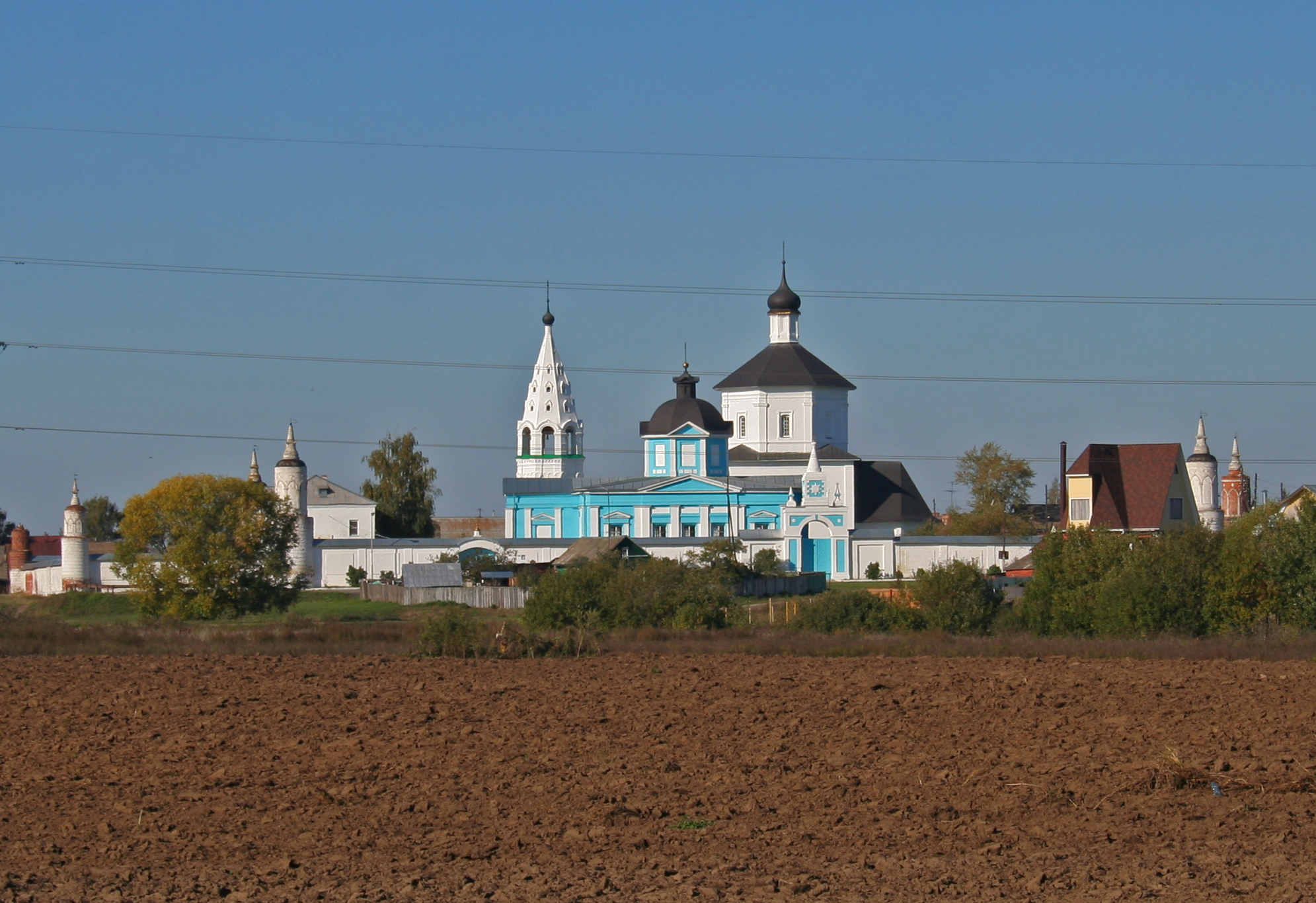
Собор Різдва Богородиці Бобрєнєва монастиря (Коломна), освячений в 1790-му році — одна з останніх пам'яток «московського» бароко.
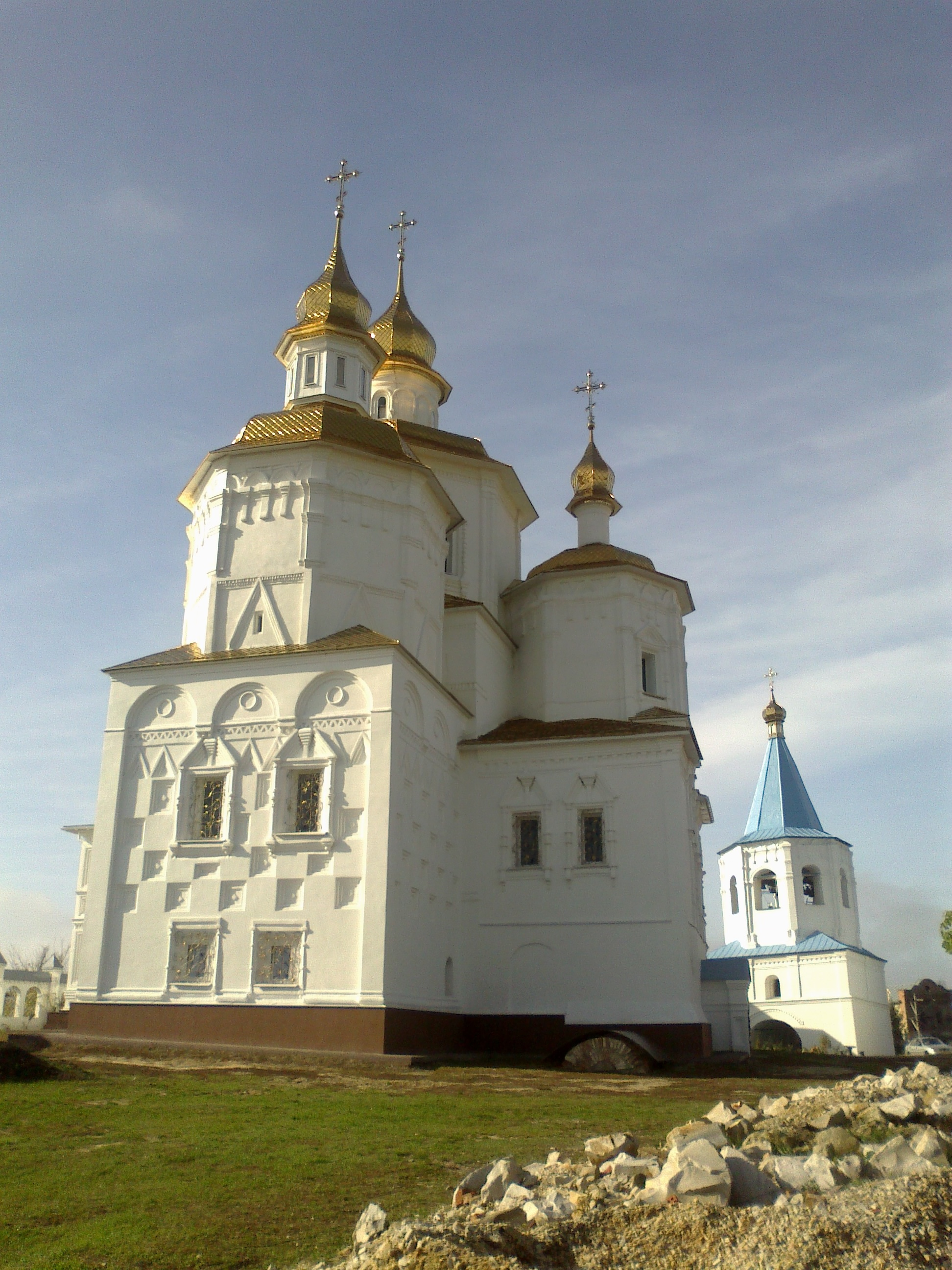
Собор Різдва Богородиці Мовчанського монастиря (межа XVII–XVIII ст.) — єдина пам'ятка стилю «московського бароко» в Україні.

З 1680-х змінюється також і храмовий інтер'єр. На зміну російсько-візантійському канону іконописання приходить більш вільне трактування релігійних сюжетів. Нові барокові конструкції — багатоярусні, прикрашені ажурною дерев'яною різьбою та позолотою, невпинно витісняють важкуваті та суворі «тяблові» іконостасні комплекси, традиційні для XV—XVII ст. Над створенням інтер'єрів храмів тогочасної Росії працюють не тільки царські майстри, а й найкращі художники з України, Білорусі, Західної Європи. З тих часів збереглись «високі» ранньобарокові іконостаси в 7 ярусів (найкращі з них — у Введенському соборі Сольвичегодська (1693 р.), у Великому соборі Донського монастиря Москви (1696 р.), в Троїцькому соборі Пскова (1699 р.), в Успенському соборі Рязані (1702 р. — найбільший в Росії)) та навіть в 9 ярусів (в московських церквах Трійці в Останкіно (1692 р. — єдиний в своєму роді) та Покрови в Філях (1693 р.)), деякі з них заввишки майже в 30 метрів. Ікони в них написані в стилях, що різко відрізняються від «тяблової» традиції, яка остаточно згасла у першій чверті XVIII ст.
Традиції наришкінського («московського») бароко тривали в Москві до 1720-х рр., але в провінції храми такого стилю будували подекуди майже до кінця XVIII ст. Єдиною «чистою» пам'яткою стилю «восьмерик на четверику» в Україні є собор Мовчанського монастиря (Путивль, межа XVII—XVIII ст.), увінчаний навіть не одним, а трьома вісьмериками. Деякі інші споруди, такі як Покровський собор Харкова (1689 р.) та Воскресенська церква Сум (1702 р.) — побудовані у мішаному стилі «наришкінського» та козацького напрямків.

### Виникнення і впливи петровського бароко
На виникнення ранішнього російського бароко мала вплив дипломатична подорож Петра І до Голландії через німецькі князівства і зупинка(на зворотному шляху) у Відні, відомому центрі бароко в Західній Європі. В Італії Петро І ніколи не був.
Невдовзі в Москві виникли дві компромісні будівлі, надзвичайно близькі до європейського бароко — церква Михаїла та Гавриїла або «Меншикова Вежа» (архітектор І.Зарудний, 1701—1707 рр.) і Лефортовський палац, зведений в 1697—1699 для видатного соратника Петра I Ф. Я. Лефорта (архітектори Д. Аксамитов — стара частина будівлі, Дж. М. Фонтана — нова частина, двоповерхові галереї і в'їзна брама у вигляді Триумфальної арки.)
Лефортовський палац став першим величним зразком світської споруди в Москві з логічним використанням ордерної системи європейського зразка.
Петровське бароко було досить поширене у Москві. До нашого часу збереглись побудовані в цьому стилі храми — церква Іоанна Воїна на Якіманці (1704—1713, І.Зарудний), собор Заіконоспасського монастиря (1710-ті), церква Петра і Павла на Басманній вулиці (1705—1723) та ін.
Перенос столиці з патріархальної Москви до Петербурга і бажання швидко забудувати нове місто спонукали до масового запрошення на будівництво в нову столицю архітекторів з різних європейських країн, переважно північних. Перший етап забудови Петербурга йшов під сильним впливом стриманого бароко Данії, Німеччини, Голландії. Це обумовило барвистість і стилістичну суміш ранішньої барокової архітектури столиці.
В цей період тут працювали:
- Доменіко Трезіні (1670—1734 рр.), архітектор з Данії, швейцарець за походженням
- Стефан ван Звітен з Голландії
- Джованні Маріо Фонтана з Італії (1670—1712 рр.)
- Франсуа де Вааль з Фландрії
- Йоган-Ґоттфрід Шедель з Німеччини (1680—1752 рр.)
- Йоганн фрідріх Браунштейн з Німеччини
- Нікола-Фрідріх Гербель
- І.Шумахер тощо.

В Санкт-Петербурзі петровське бароко було поширене до 1730-х — 1740-х рр. Визначними пам'ятками цього напряму є численні храми (Петропавлівський собор (1712—1733 рр., Д.Трезіні), Сампсоніївський собор (1728—1741 рр., Д.Трезіні), Пантелеймонівська церква (1734—1739 рр., І.Шумахер та І.Коробов), церква Симона та Анни (1731—1734 рр., М.Зємцов) та ін.) та численні світські, зокрема палацеві споруди (Літній палац (1710—1714 рр., Д.Трезіні), Дванадцять колегій (1722—1742 рр., Д.Трезіні), Кунсткамера (1718—1734 рр. Г.Маттарнові та ін. архітектори) та ін.).

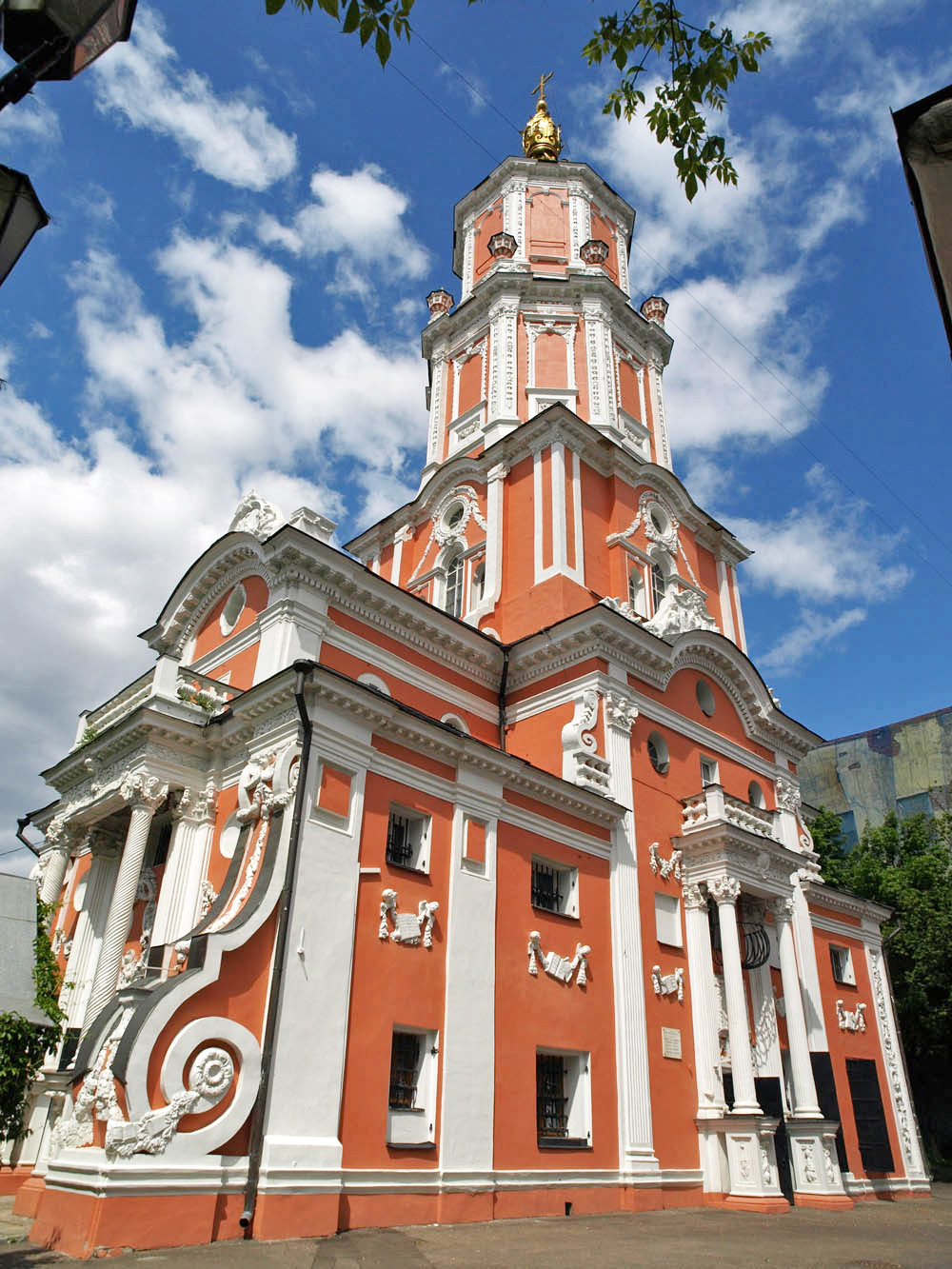
Меншикова Вежа, Москва, 1701-1707
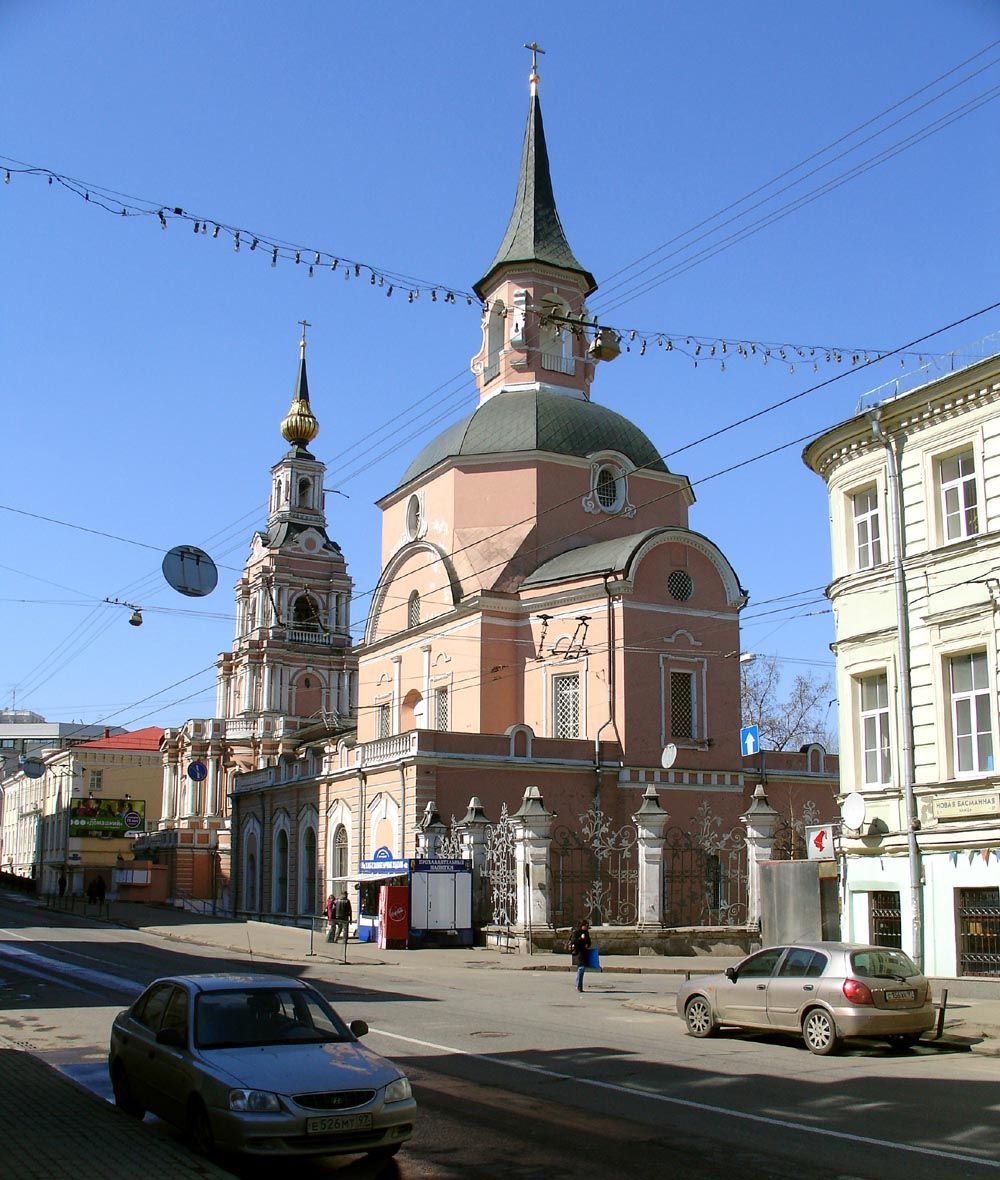
Церква Петра і Павла на Басманній вулиці, Москва
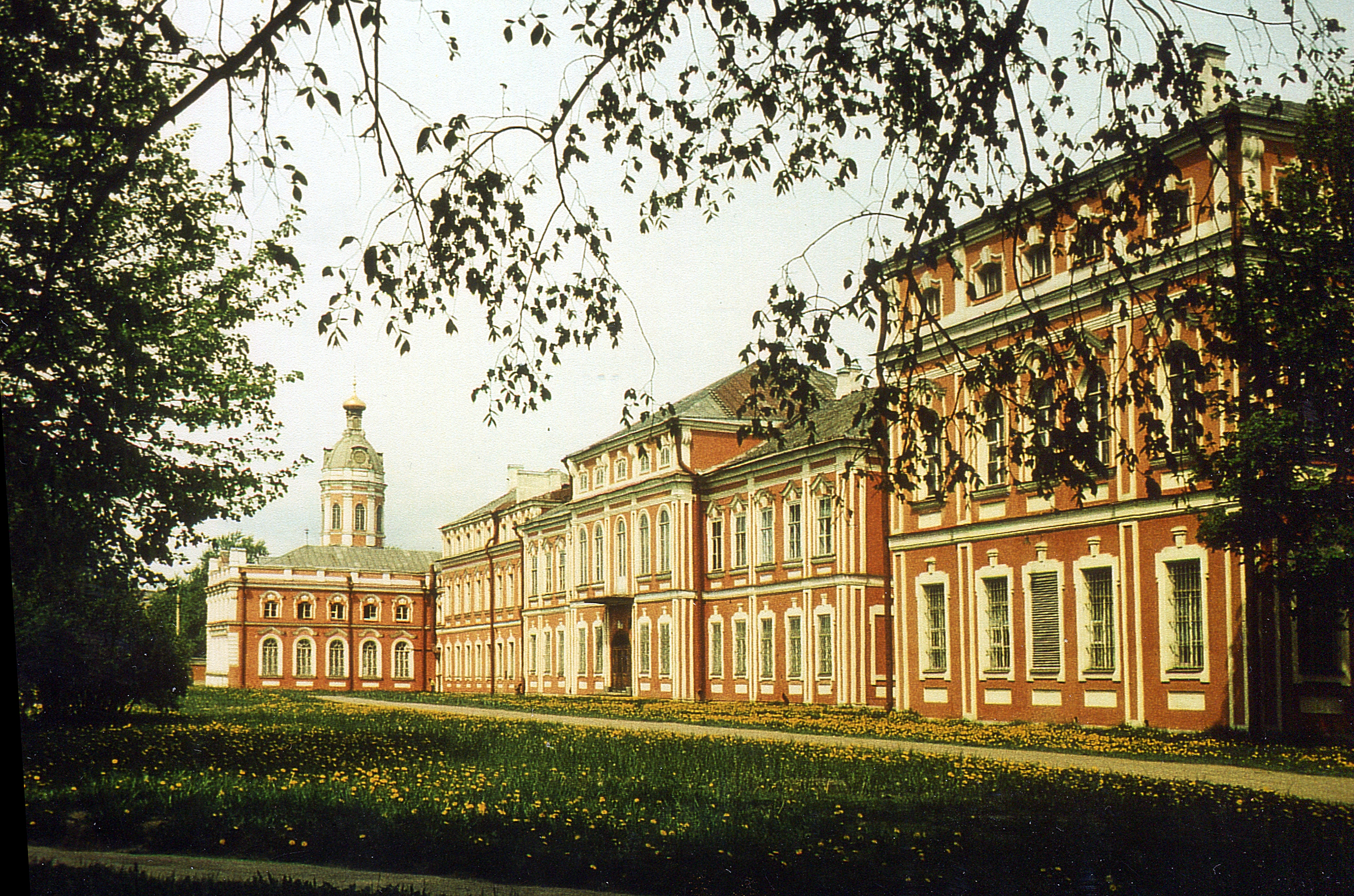
Арх. Д. Трезіні. Митрополичій корпус, Олександро-Невська лавра, Санкт-Петербург.
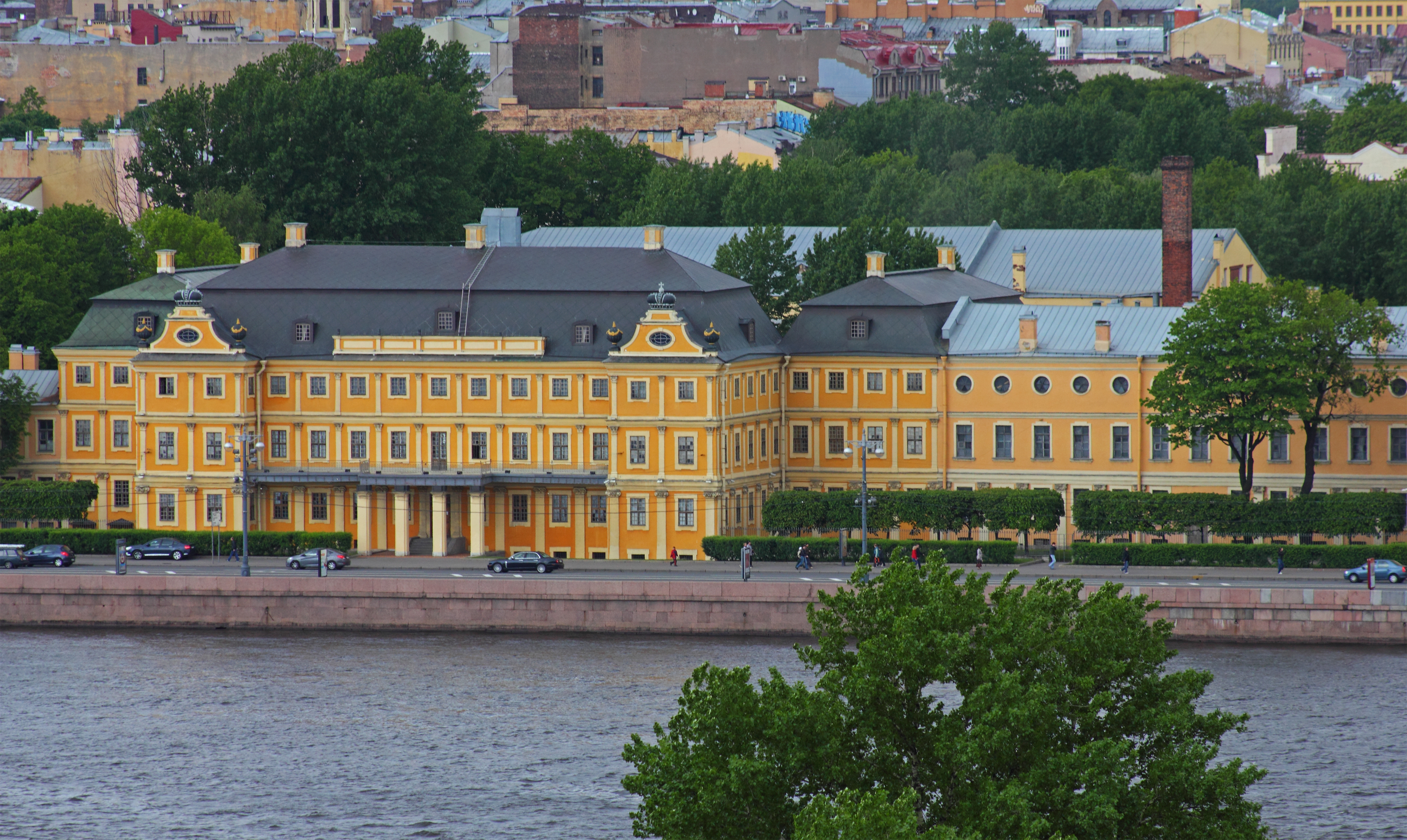
Арх. Дж. М. Фонтана, Меншиковський палац, Санкт-Петербург.
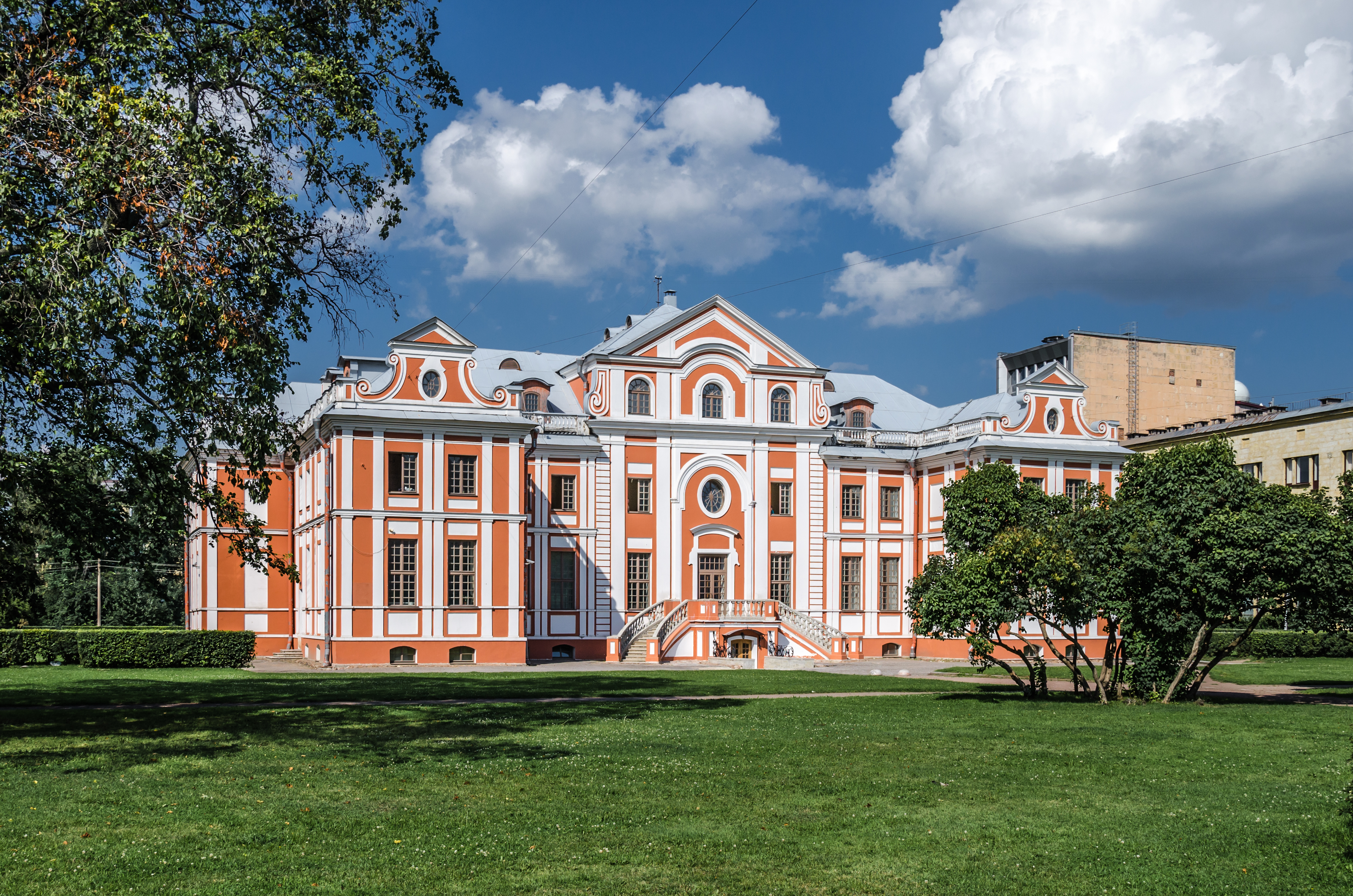
Кікіни палати. Санкт-Петербург, 1714-1720
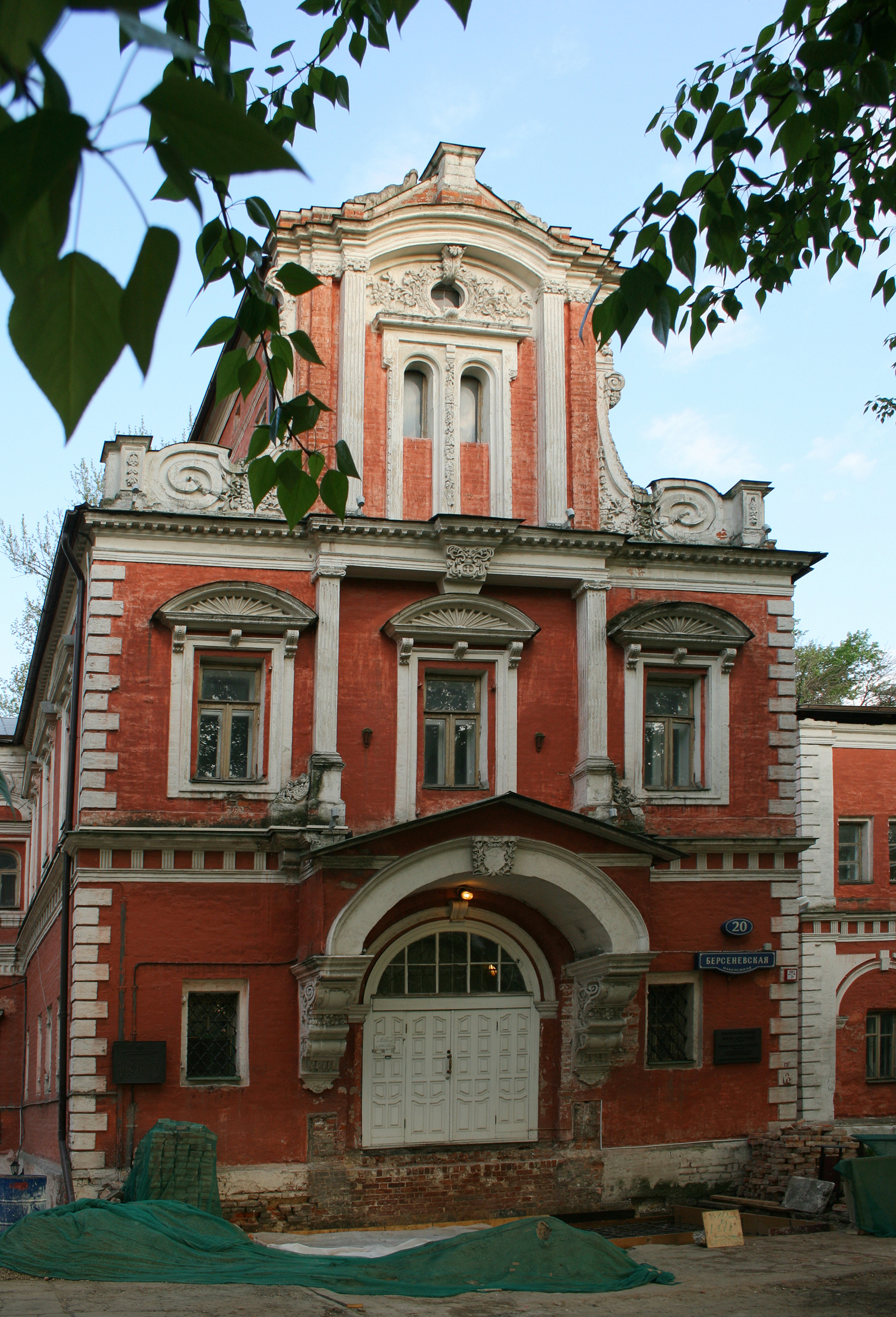
Палати Аверкія Кирилова в Москві, 1704-1711
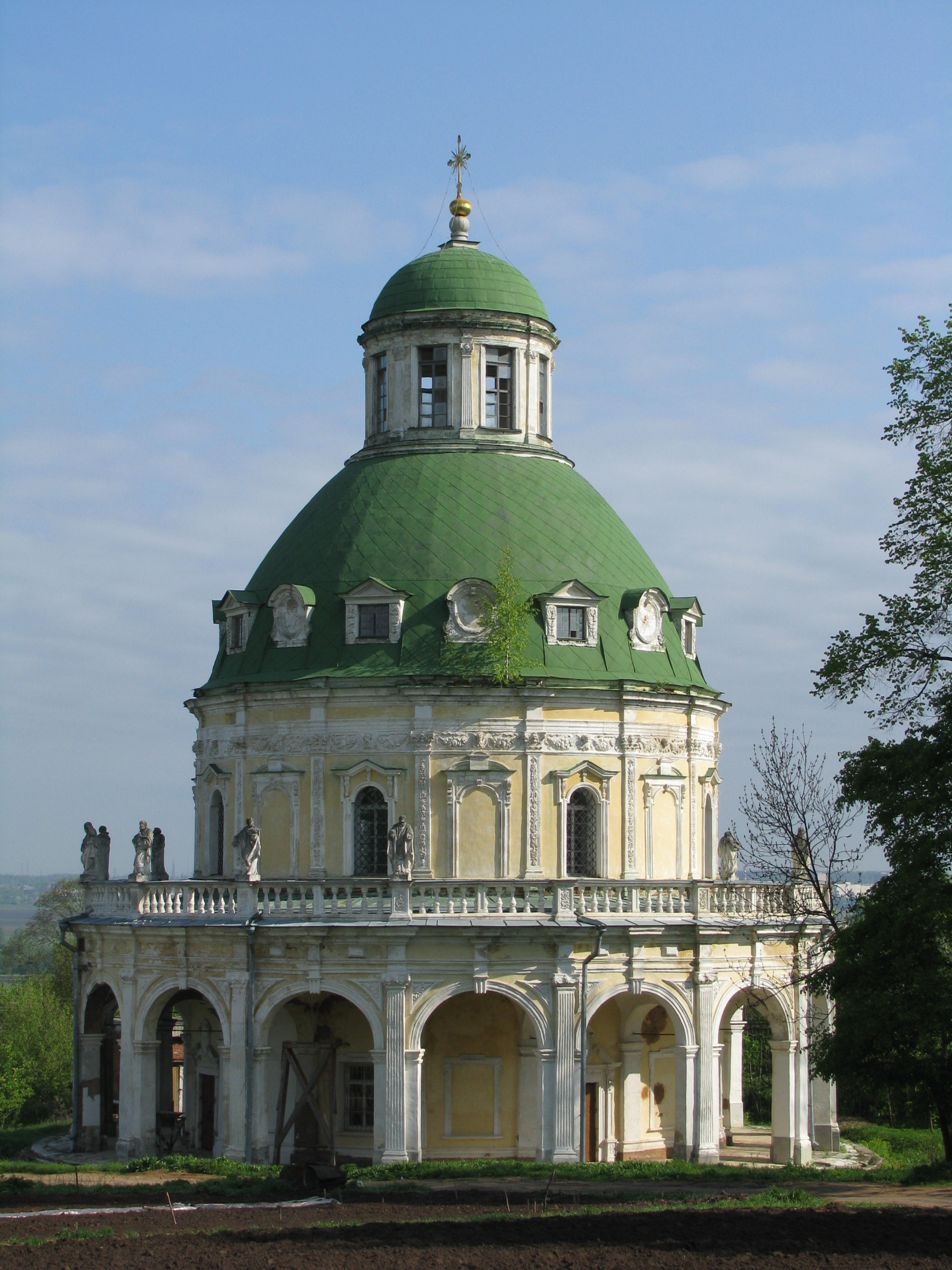
Церква Різдва Богородиці (Подмоклово), 1714, Московська область
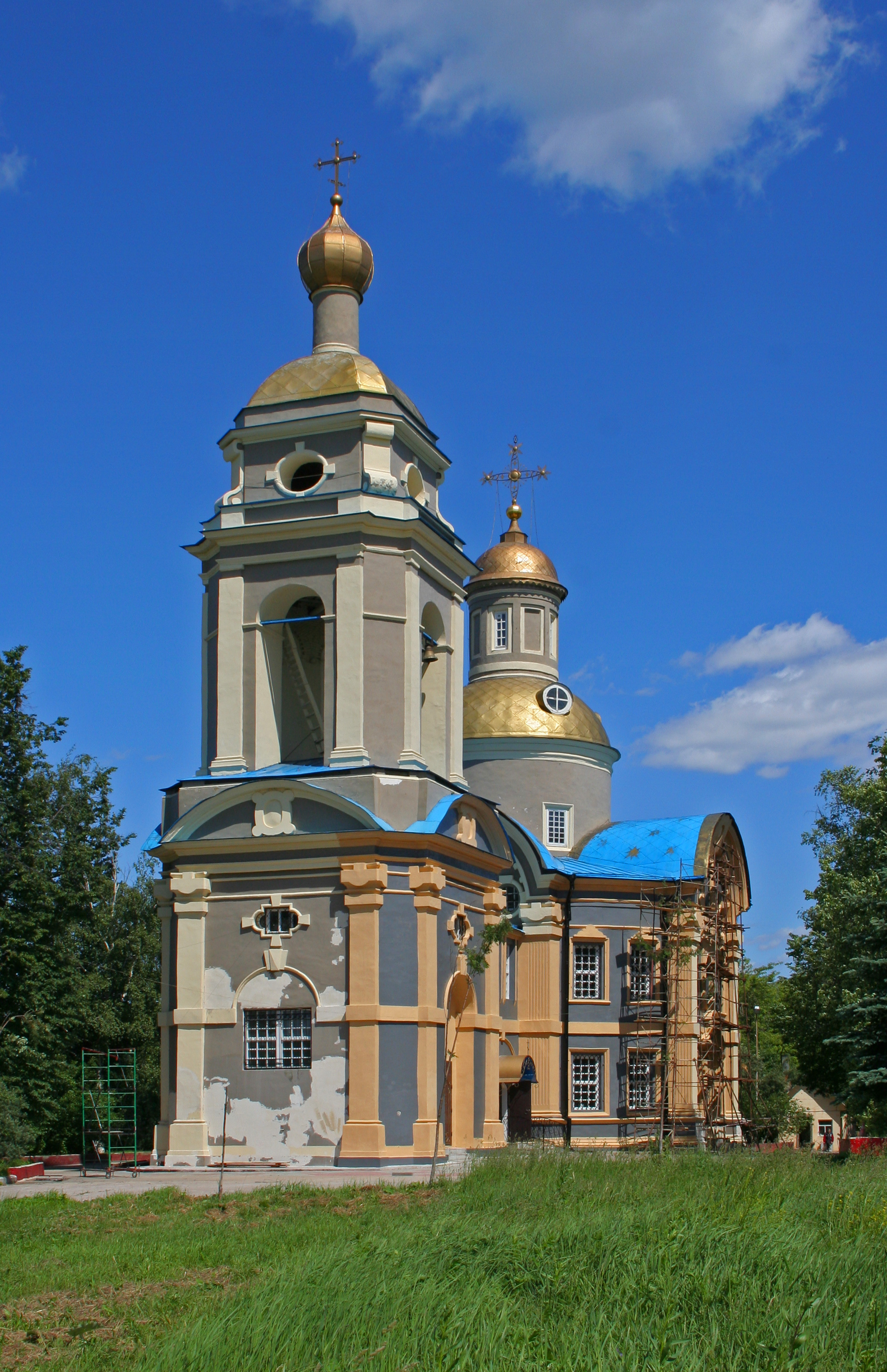
Микольська церква в Троєкурово. Зведена в 1699-1704 соратником Петра I — князем І.Б.Троєкуровим

Найбільший вклад в первісну барокову розбудову міста вніс Доменіко Трезіні, котрий збудував серед інших храмових та світських споруд головний храм міста — Петропавлівський собор у міській фортеці. Також значними майстрами були Андреас Шлютер (що рано помер в Петербурзі і не мав значного впливу на ситуацію) і Ніколо Мікетті з Риму. Останній працював лише 5 років і як архітектор, і як садівник.
Разом з архітекторами ранішнє російське бароко створювали і іноземні садівники — Ван Роозен, Деніс Брокет тощо. Деяку універсальність виявив Доменіко Трезіні, що працював і як містобудівничій, і архітектор-практик, і садівник. Найкращим ландшафтним архітектором доби був Олександр Леблон, учень легендарного Андре Ленотра.
Однією з особливостей петровського бароко було те, що воно так і не набуло загальнодержавного поширення, на відміну від численних напрямків наришкінського та єлизаветинського. Пам'ятки цього стилю у провінції дуже рідкісні. Найбільш значими серед них є церкви — Петра і Павла в Ярославлі (освячена в 1742 р.), Олександра Невського у Вологді (1714—1725 рр.), Микольска в Троєкурово (тепер Москва, 1699—1704 рр.), Микольська в Полтєво (освячена в 1707 р.), Різдва Богородиці в Марфіно (1701—1707 рр.), три останні зведені у маєтках соратників Петра I.

### Оранієнбаум. Садиба Меншикова
Вже на початковому етапі розвитку бароко в Росії виникає декілька значущих садиб, частка яких стає на рівні найкращих досягнень стилю — Стрельна (резиденція царя — залишилась недобудованою), Петергоф (палацово-парковий ансамбль), Меншиковський палац (Оранієнбаум). Останній на цьому етапі був найдовершенішим (незважаючи на недобудовані східні флігелі) і випадково став найбільш збереженим серед будівель 1-ї половини 18 століття. Заміський Меншиковський палац був побудований на берегових схилах навпроти острову Кронштадт і мав усі ознаки ансамблю. Головний фасад палацу був повернутий до моря і розкривався невеликим палацом, заокругленими галереями з величними павільйонами на кінцях. Вілла Доріа Памфілі біля Риму, її первісний проєкт, ймовірно, слугували взірцем, де були ті ж частини. На відміну від неї тут — вибудували усі частини проєкту та доповнили садами бароко, скульптурами та фонтанами.
Археологічні розкопки в бароковому Нижньому саду виявили залишки фонтанів та первісного розпланування саду. Заплановане їхнє відновлення в майбутньому.

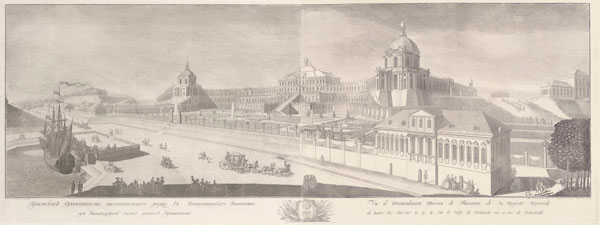
Меншиковський палац (Оранієнбаум), гравюра Внукова та Челнокова
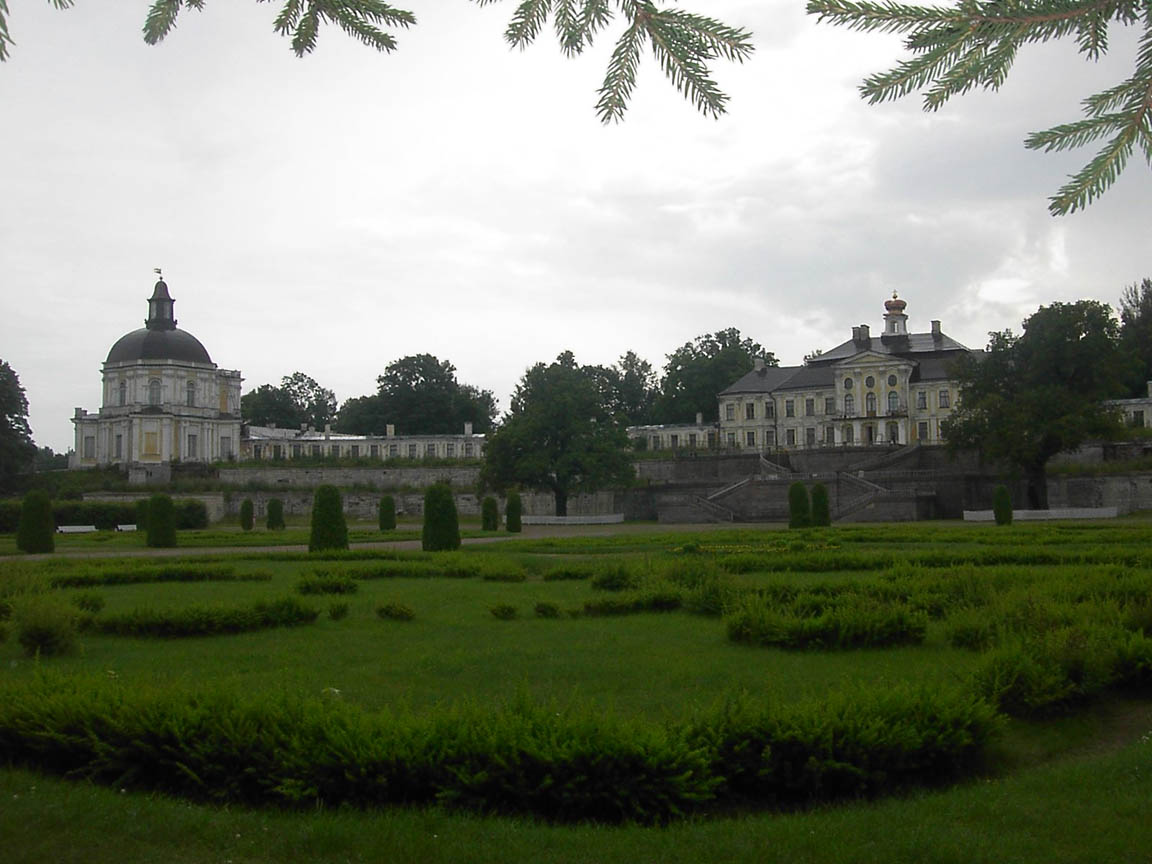
Нижній сад
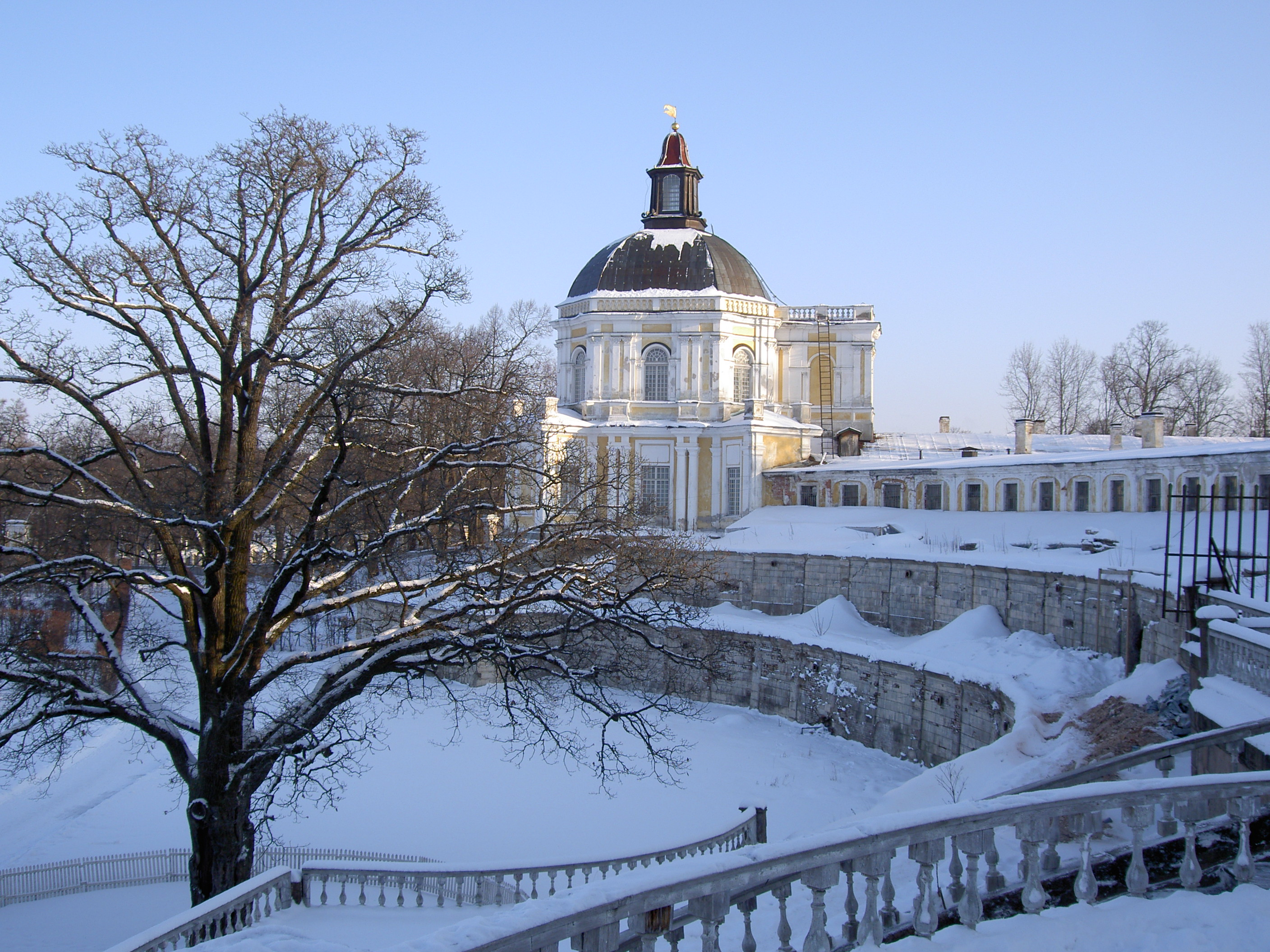
Галерея та бічний павільйон Меншиковського палацу в Оранієнбаумі взимку

### Растрелівський період. Батько і син

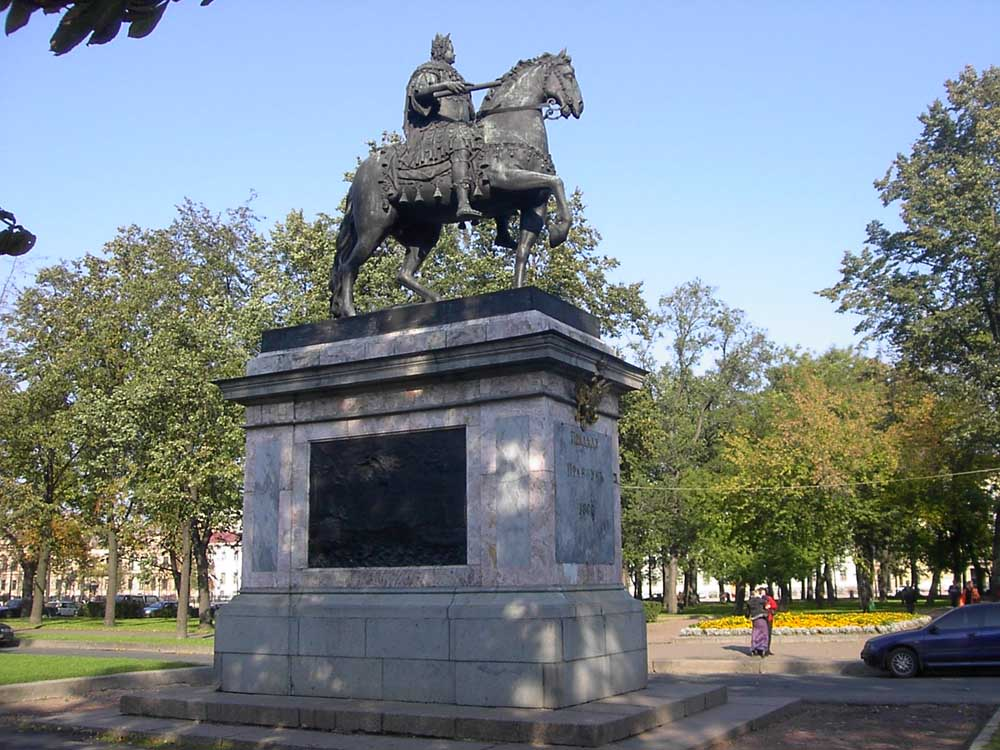
Карло Растреллі. Кінний монумент царю Петру І

Особливе місце в розвитку російського бароко посіли батько і син Растреллі, універсально обдарований Карло Бартоломео Растреллі (архітектор, інженер, садівник, дизайнер інтер'єрів, відоміший як скульптор) і Вартоломей, геніальний архітектор, з яким пов'язане виникнення розвиненого бароко в Російській імперії.
Карло Растреллі зробив значний внесок у барокову скульптуру Росії, як станкову, так і монументальну. Він автор першого кінного монументу в мистецтві імперії.

### Російські посланці

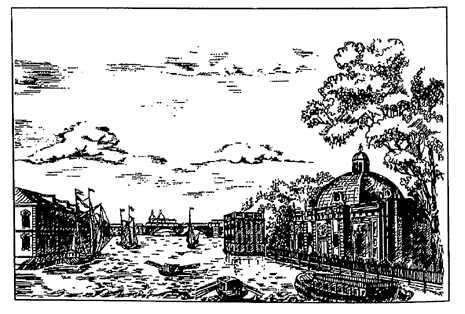
Бароковий павільйон Грот в Літньому саду, праворуч, 1720-ті рр.

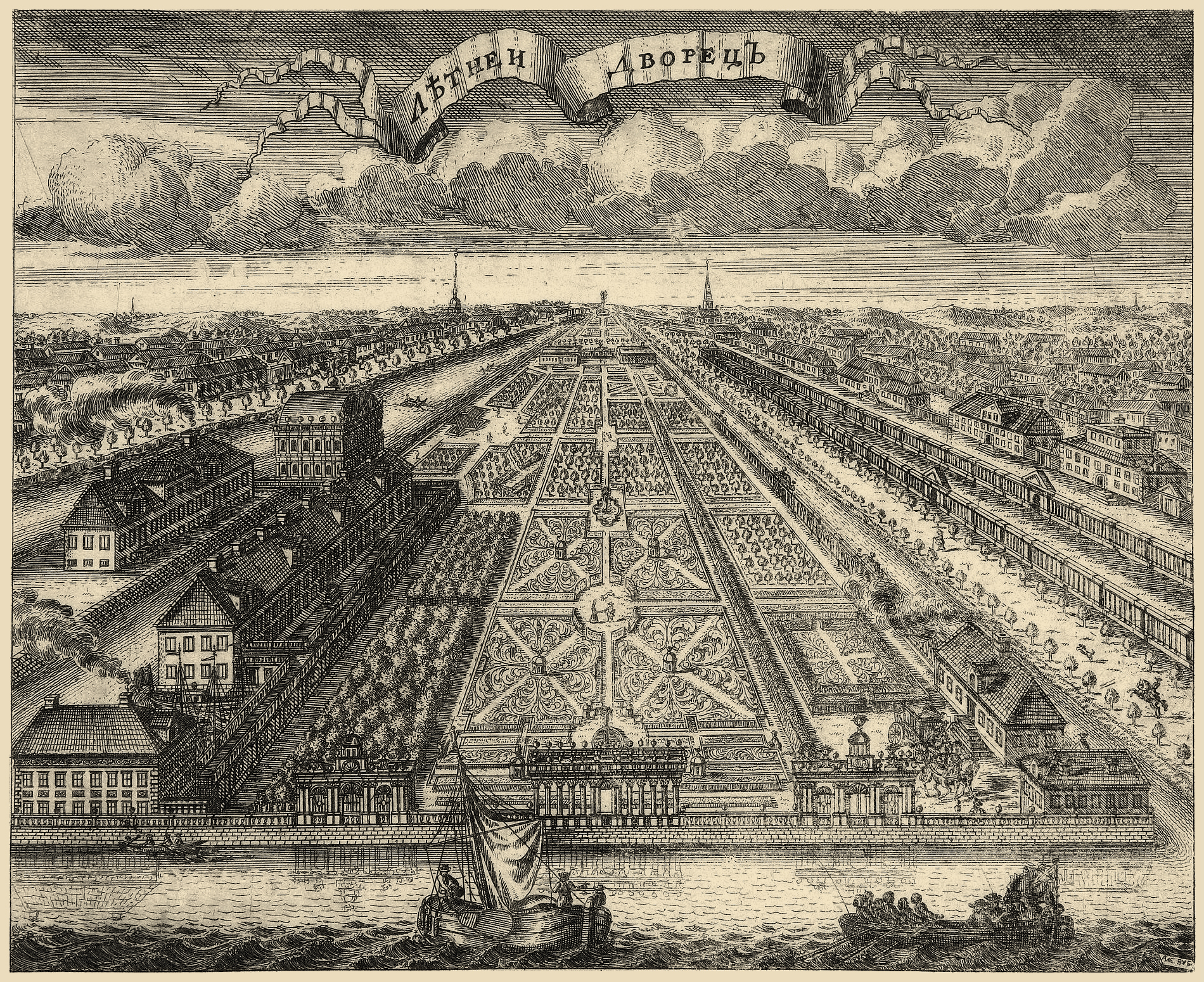
Гравер О.Зубов. Бароковий Літній сад в Петербурзі

Необхідність мати власних фахівців у різних галузях і бажання швидко наздогнати рівень розвитку відомих країн Європи спонукали Петра І до посилання туди на виучку молодь з Росії. Стилістику європейського бароко за кордоном вивчали майбутні російські архітектори:
- І. Мічурін (1703? — 1763)
- П. Єропкін (1698? — 1740)
- І. Коробов (1700—1747) тощо.

Розпланування і стилістику саду бароко в Голландії вивчали:
- Філіп Пермяков
- Іван Алабін
- Данило Овсянніков
- Єрмолай Крацев

Технічні і експериментальні навички за кордоном опановували і Ломоносов Михайло Васильович (представник бароко в російській літературі), і Виноградов Дмитро Іванович, винахідник російської порцеляни, представник розвиненого бароко в ній.

### Три майстри архітектури

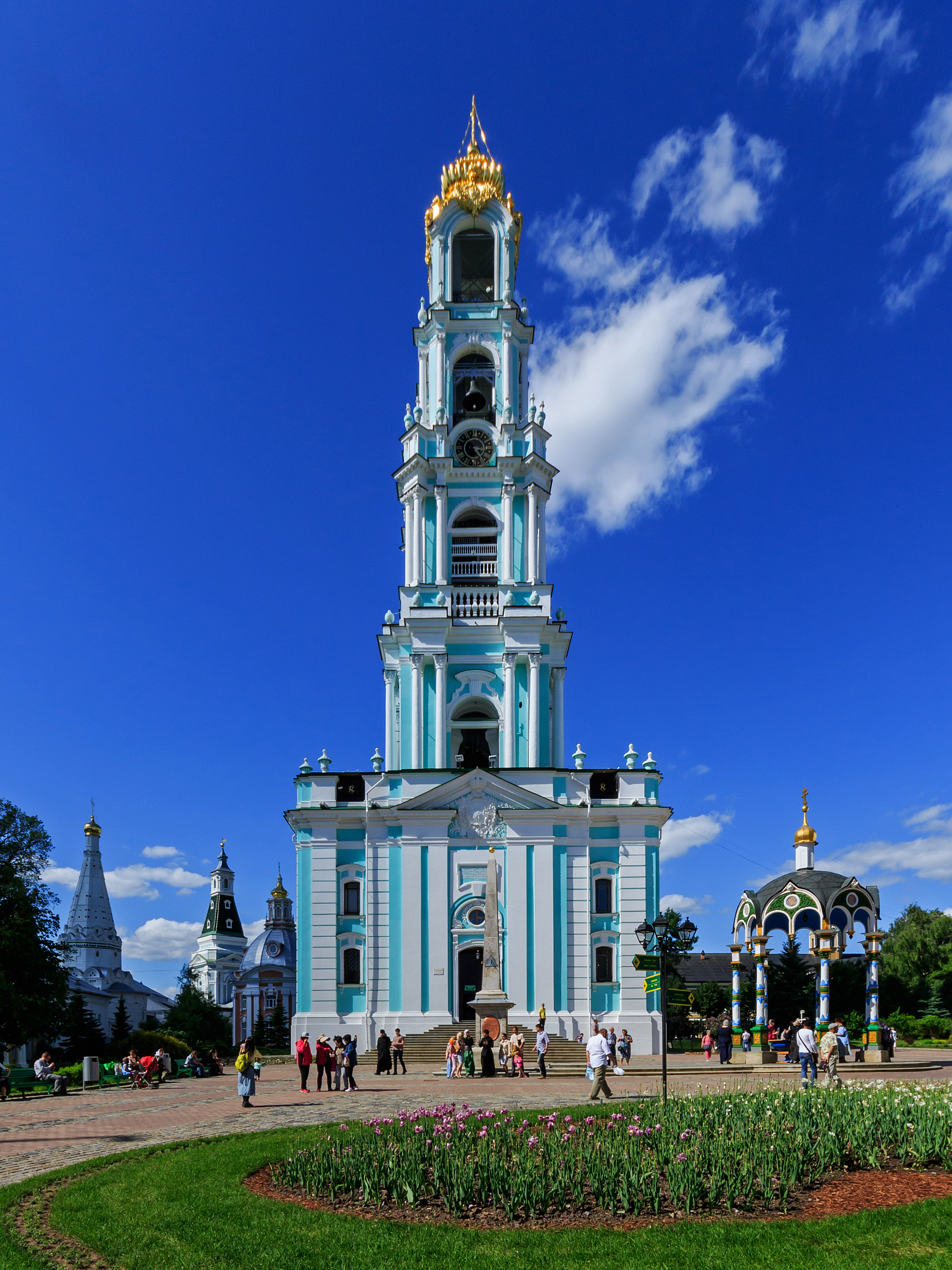
Дзвіниця Троїце-Сергієва монастиря, пізніше лаври

Непохитних позицій в стилістиці бароко дотримувались три великих архітектори російського бароко:
- Савва Чевакинський (1713 — між 1774 і 1780 рр.)
- Вартоломей Растреллі (1700—1771 рр.)
- Князь Дмитро Ухтомський (1719—1774 рр.)

З Саввою Чевакинським Растреллі мимоволі вступив в творче змагання. І після відсторонення Чевакинського від будівництва за замовленнями імператриці Єлизавети, закінчував його будівлі (Великий Царськосельський палац, павільйони Ермітаж, Грот тощо). Найвеличнішим творінням Савви є добре збережений до нашого часу Нікольський морський собор в Санкт-Петербурзі (1753—1762 рр., дзвіниця 1756—1758 рр.).
Дещо осторонь стоїть творчість третього з найкращих архітекторів російського бароко — князя Дмитра Ухтомського. Царський двір монополізував мистецтво бароко, тому головні споруди стилю виникали, як правило, лише в двох столицях імперії — Москві і Петербурзі (та в передмістях останнього — Стрельні, Петергофі, Кронштадті, Оранієнбаумі, Царському Селі).
Діяльність Дмитра Ухтомського (помер у 1774 р.) проходила тільки в Москві. Особа великого обдарування, він залишив декілька значних проєктів, найкращий з яких — проєкт забудови Шпитального і інвалідного домів між Симоновим і Даниловим монастирями в Москві. Лише брак коштів і надзвичайно малі обсяги барокового будівництва в тогочасній Москві не дозволили втілити блискучий проєкт, аналогами якого були подібні будівлі в містах Париж і Прага — визнаних мистецьких центрах. Свідоцтвом могутнього архітектурного обдарування Д. Ухтомського стала дзвіниця Троїце-Сергієва монастиря, що стала визнаною домінантою всього ансамблю.

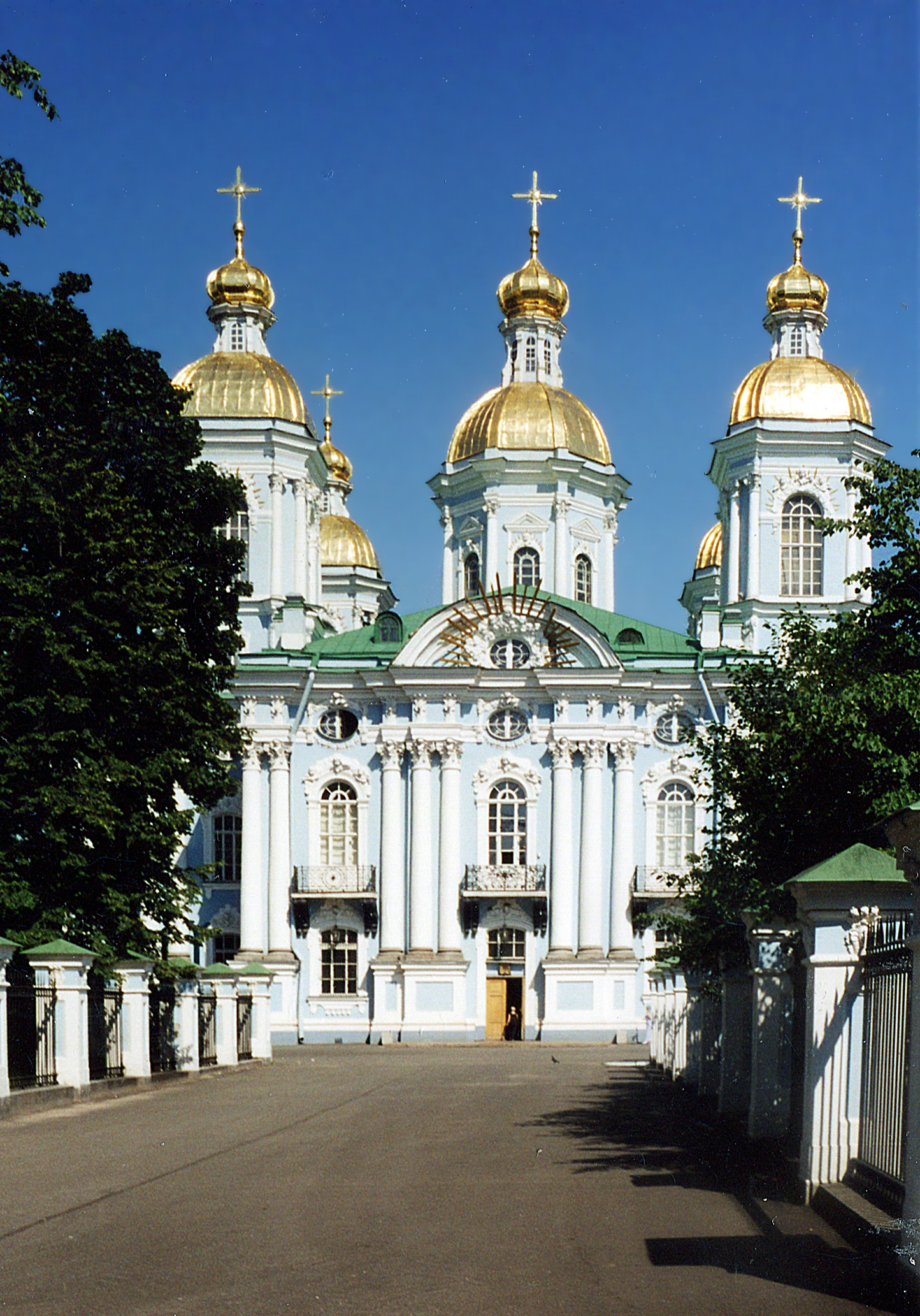
Нікольський морський собор Санкт-Петербурга.
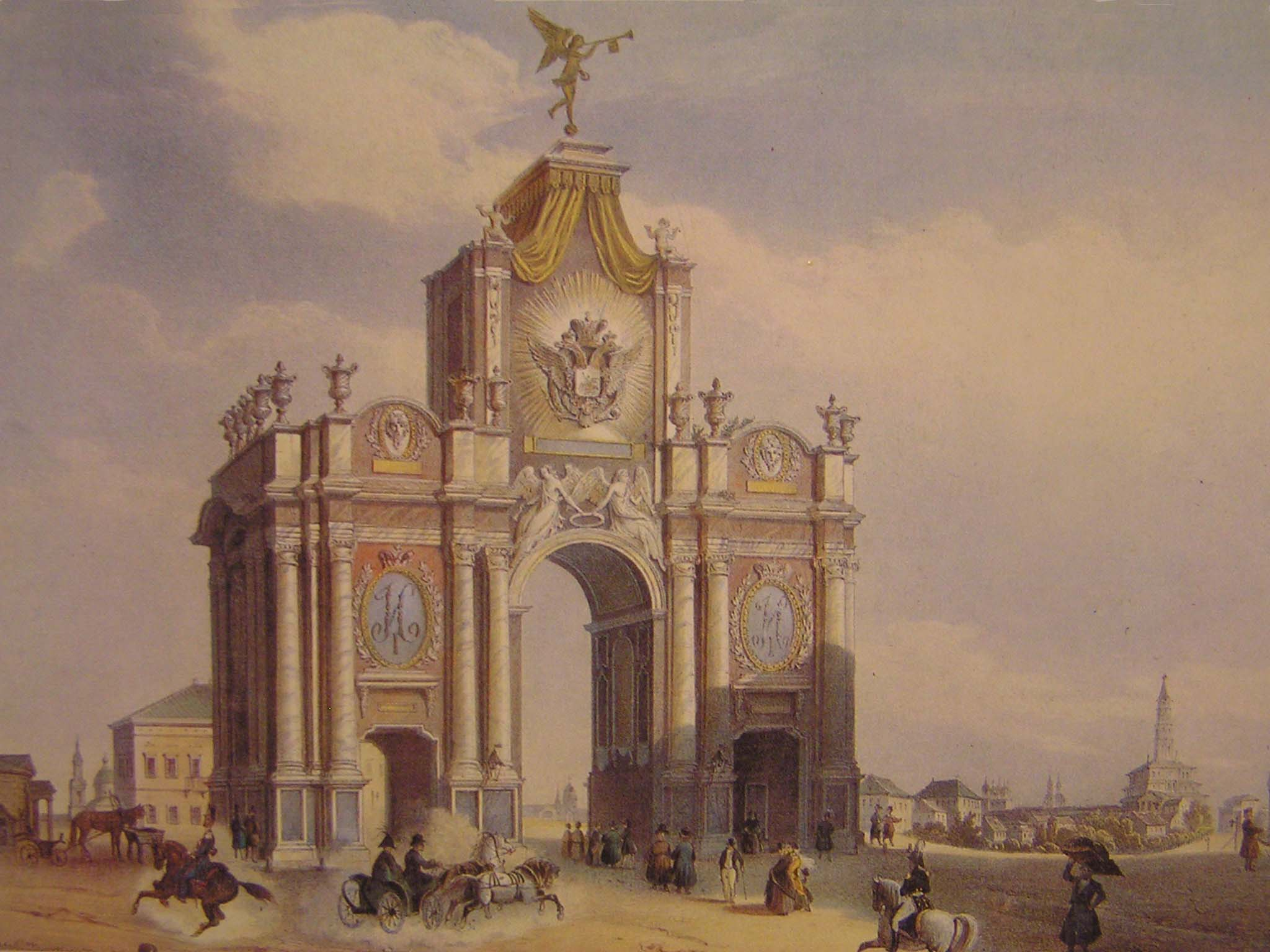
Т. зв. «Червоні Врата» в Москві, 1757-1759 рр. Архітектор - князь Д. Ухтомський. Знищені більшовиками в 1928 р.
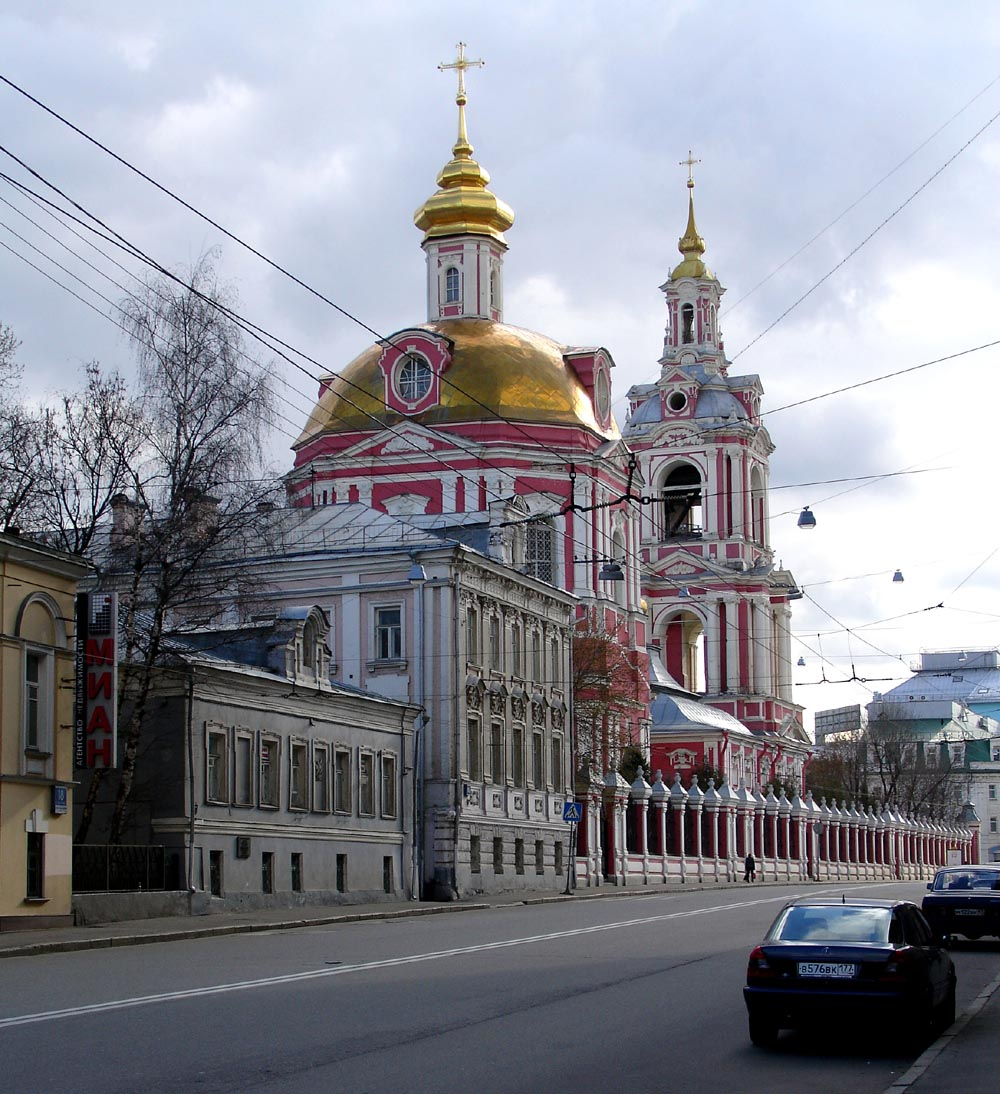
Церква Микити на Старій Басманній вулиці, Москва, 1745-1751 рр. Архітектор — князь Д. Ухтомський.
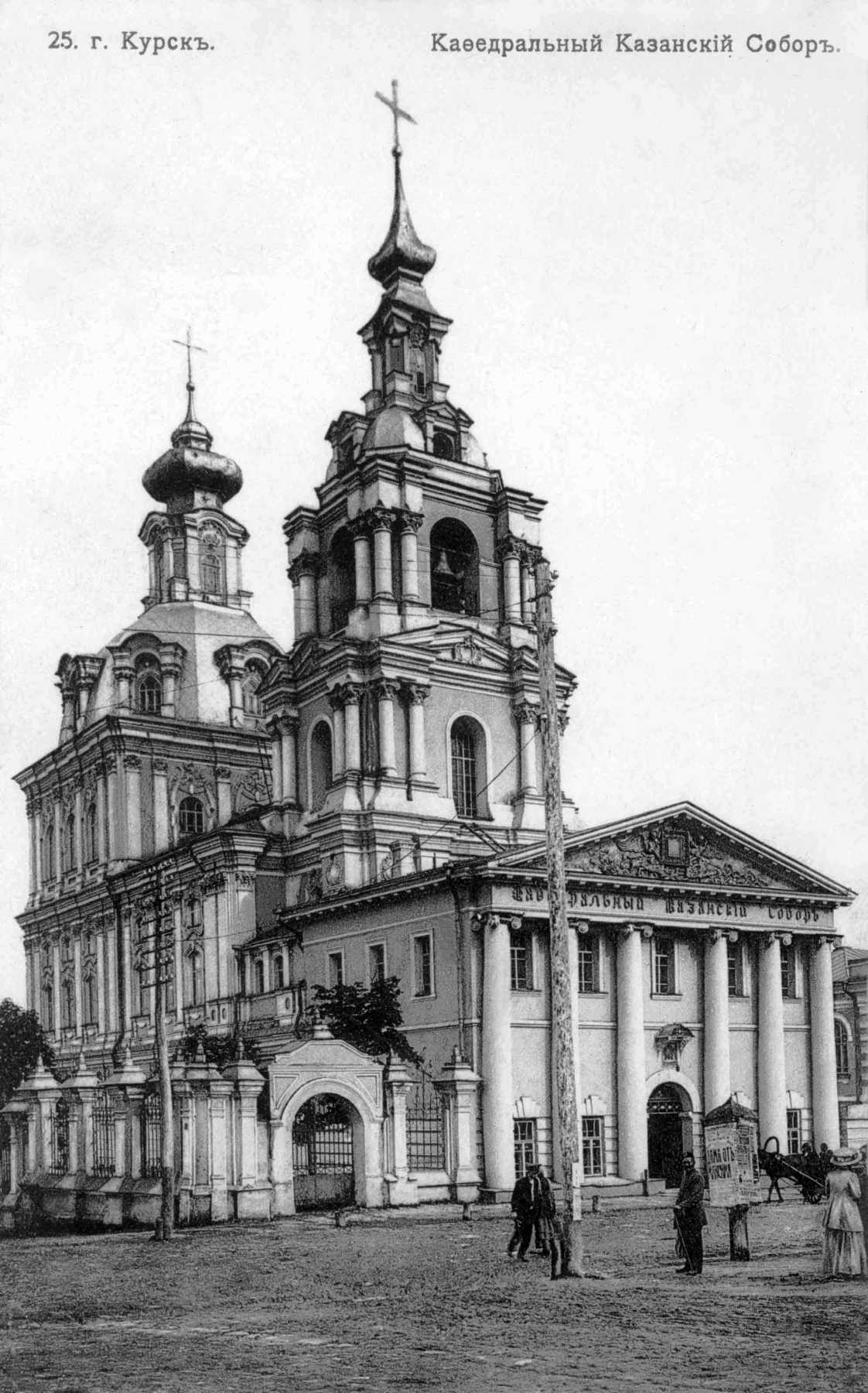
Курський Сергієво-Казанський собор, 1752-1778 рр. Школа В. Растреллі. Дуже рідкісний взірець високого бароко в провінції.

### Російські садиби бароко

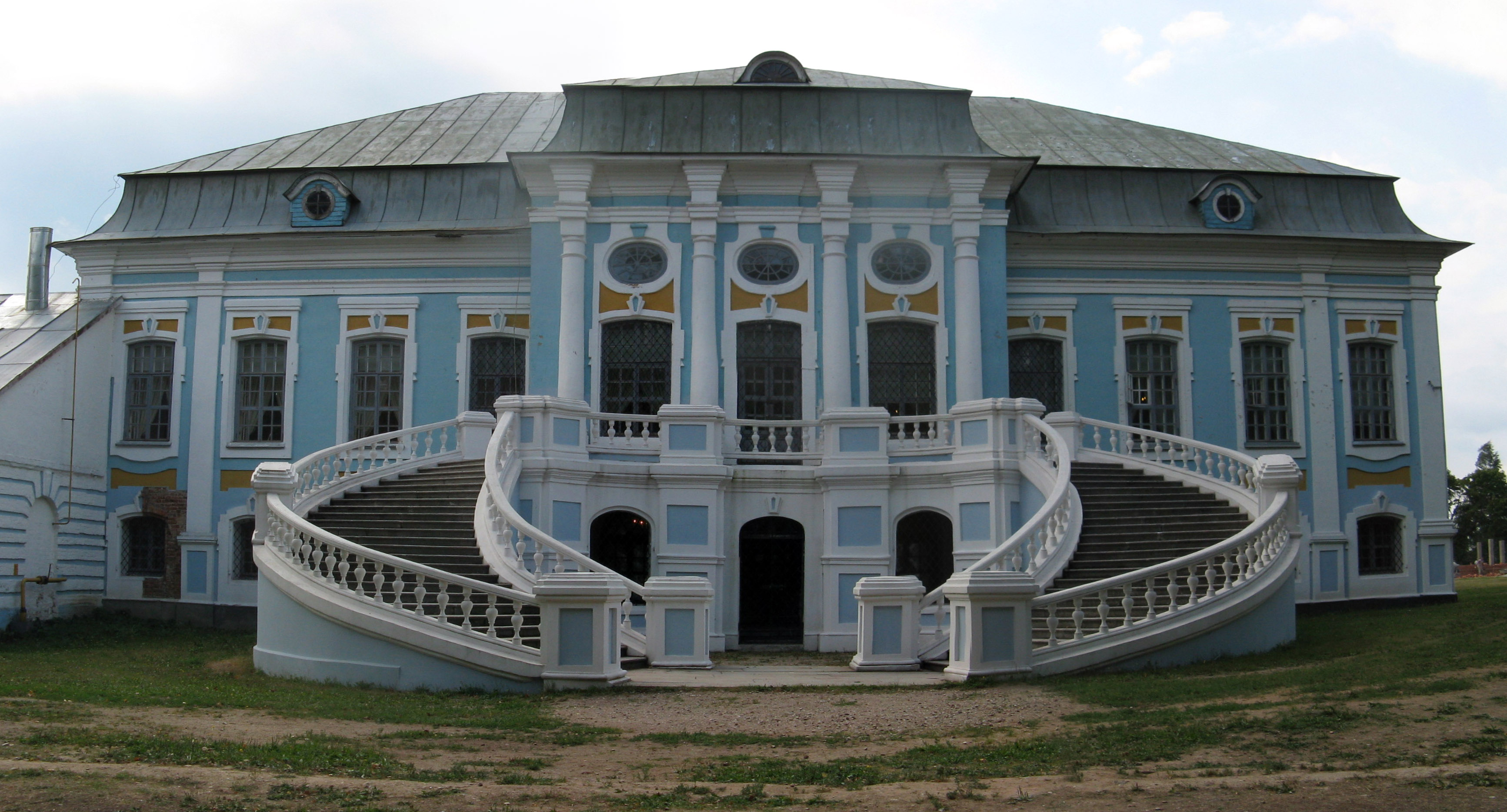
. Хмеліта. Панський будинок (палац), відновлений садовий фасад.

Виникають і перші значні садиби в стилі бароко. Більшість їх була зосереджена поблизу столиць — садиба Гостилиці, Оранієнбаум, Єлизаветине під Петербургом, садиби Кусково, Ясенєво, Глинки під Москвою. За садибним планом були побудовані й барокові вельможні маєтки в самому Петербурзі — Кікіна О. В., Меншикова О. Д., Розумовського К. Г., Воронцова М. І., Шувалова І. І., Шеремєтєва П. Б., науковця Ломоносова М. В. (остання зруйнована).
Але іноді їх будували і в віддалених місцинах (садиба Хмеліта неподалік Смоленська).

### Співіснування російського бароко з рококо
Російське бароко посіло головні місця в мистецтві країни, залишивши рококо другорядні ролі. Зазвичай представники рококо в Імперії були іноземцями:
- Луї Каравак
- П'єтро Ротарі
- Стефано Тореллі
- Луї Токке
- Лукас Конрад Пфандцельт

Провідним майстром російського рококо був італійський архітектор і дизайнер інтер'єрів Антоніо Рінальді. Усебічно обдарований Рінальді був також визнаним майстром стилю шинуазрі — (Китайське село і Китайський театр (Царське Село), Китайський палац, Катальна горка в передмісті Оранієнбаум). До стилю рококо еволюціонувала і творчість архітектора П'єтро Антоніо Трезіні. Окрім Рінальді, всі вони працювали в Росії недовго і не мали значного впливу на мистецьку ситуацію в країни. В живопису Росії стилю рококо дотримувались Антон Лосенко, Антропов Олексій Петрович, Б. Суходольський.

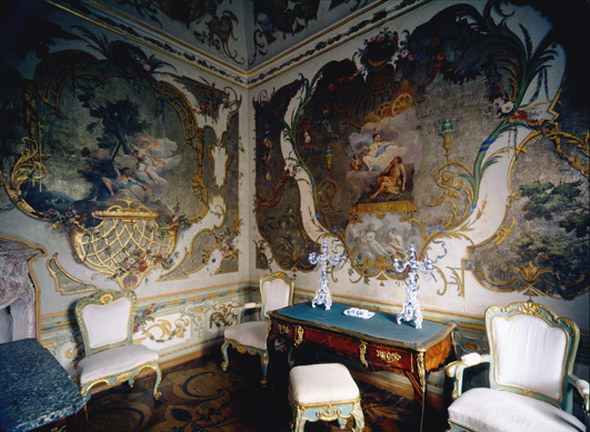
Антоніо Рінальді, Золотий кабінет Китайського палацу в передмісті Петербургу — Оранієнбаумі
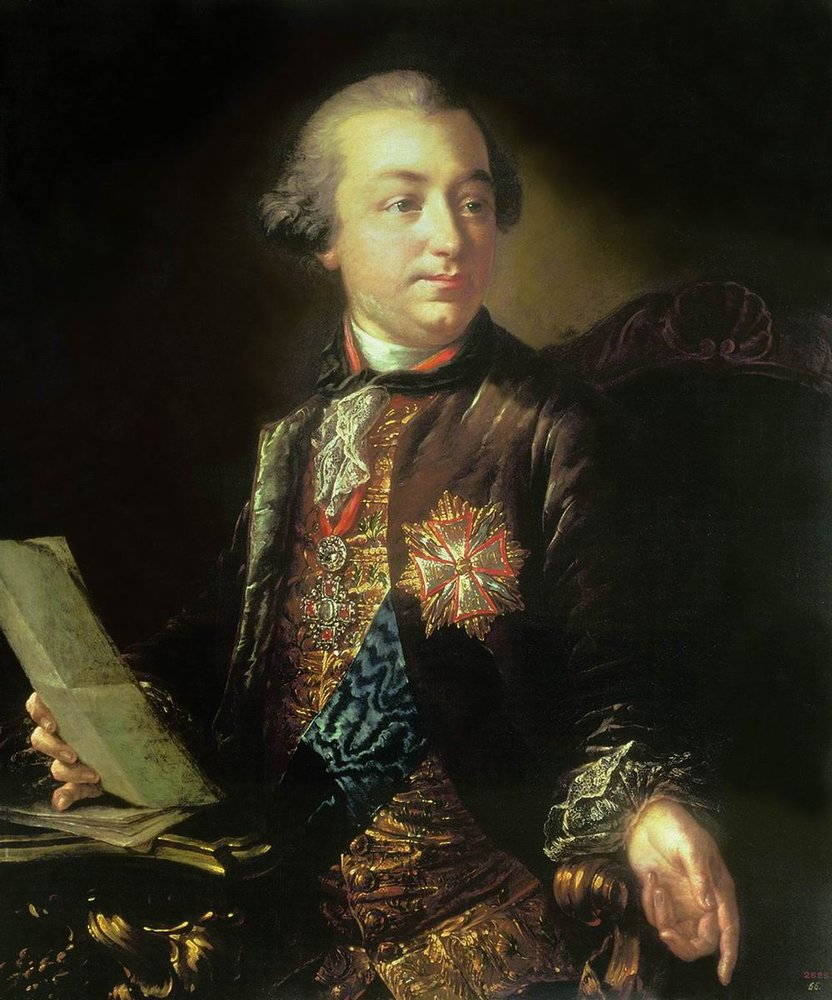
А. Лосенко, портрет І. Шувалова
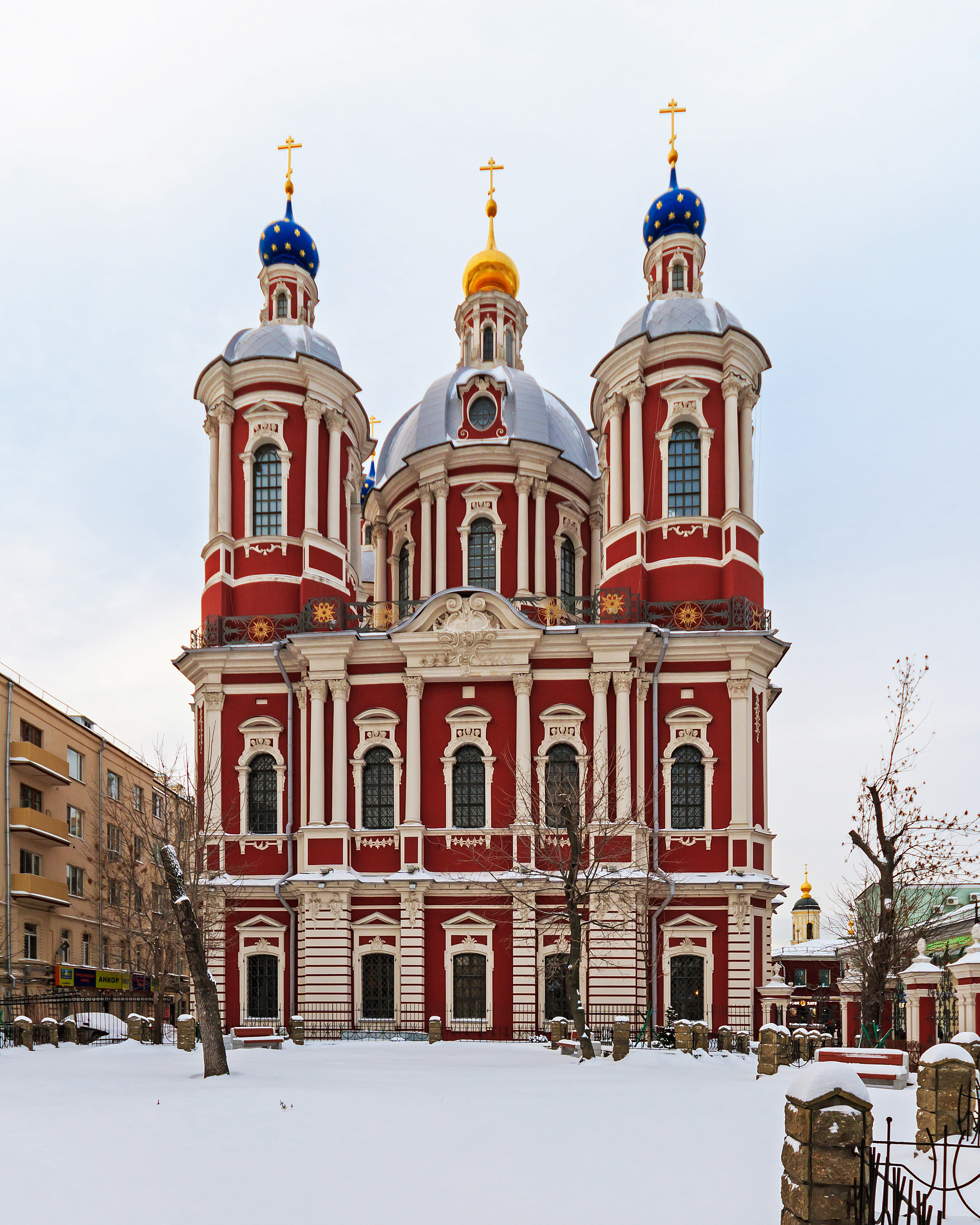
Арх. П.А. Трезіні. Церква Климента Папи Римського, Москва.
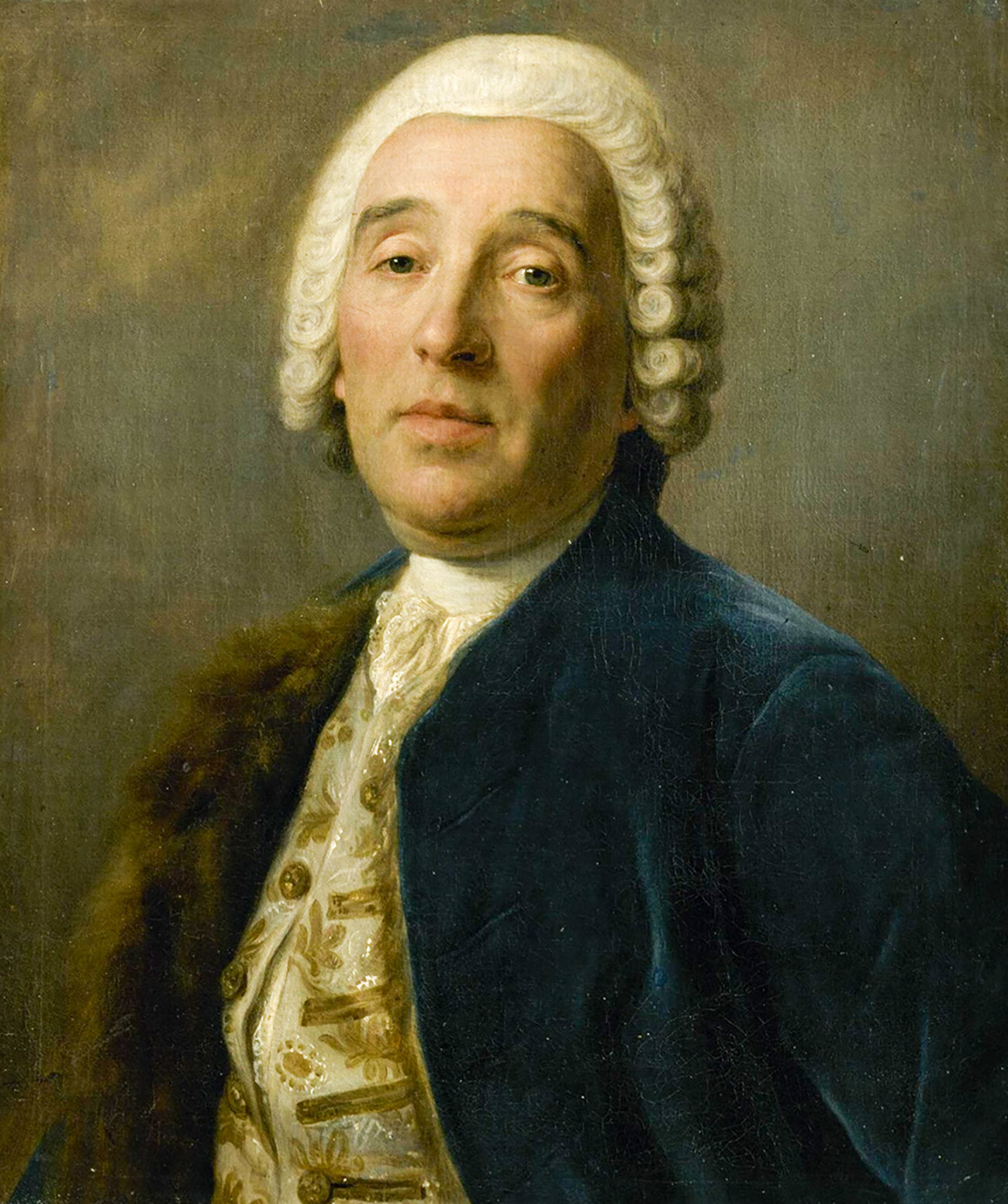
Худ. Ротари. Портрет Ф.Б.Растреллі

### Історіограф художників російського бароко
Ним став Якоб Штелін (1709—1785). Запрошений з Німеччини на службу в Петербурзьку академію наук, він відслідковував ситуацію в мистецтві Російської імперії і фіксував біографічні дані і описи творів багатьох художників доби бароко.

### Відгомін бароко в російському класицизмі

Імператорський Виховний будинок, проєкт для Москви, кінець 18 ст.

Катерина ІІ, що посіла царський престол у 1762 році, зробила усе можливе для насильницького виштовху бароко і заміни його на новомодний класицизм. Бароко для Катерини асоціювалось з правлінням Єлизавети Петрівни, взаємини з якою носили майже ворожий характер. Зразки нового стилю імпортували з Європи, запросивши іноземців Валлєн Деламота, Чарльза Камерона, Джакомо Кваренгі і надіславши в Європу російських архітекторів на стажування (Баженов Василь Іванович, Старов Іван Єгорович, Волков Ф. І. тощо).
Витіснене бароко, однак, мало відгомін в надвеликому масштабі деяких будівель доби класицизму, невеликих зазвичай (Академія мистецтв в Петербурзі, Странноприймальний заклад Шеремєтєва в Москві, Гатчинський палац, комплекс палаців в Пелі), незважаючи на зовнішні форми класицизму. Барокова ускладненість і грандіозність притаманна і проєктам архітекторів ранішнього російського класицизму (проєкт Шляхетного корпусу І.Старова для Петербурга, проєкт палацу садиби Вишеньки для Рум'янцева-Задунайського в Україні тощо.)
В добу Петра І мав поширення палац вельможі, побудований за тричастинною схемою: палац, дві бічні наскрізні галереї, кінцеві павільйони чи флігелі. За цією схемою були розплановані бароковий палац Дальні Дубки та палац в Стрельні. Ця схема була використана для будівництва палаців в садибах Остаф'єво, Суханово (садиба), Валуєво, навіть для палацу імператриці Катерини ІІ в Пелі, де барокові оздоби замінили на притаманні класицизму. Тричастинна композиція з наскрізними галереями збережена донині лише в садибі Валуєво.
Розкішну, карнавальну стилістику бароко зберігало і театрально-декораційне мистецтво.

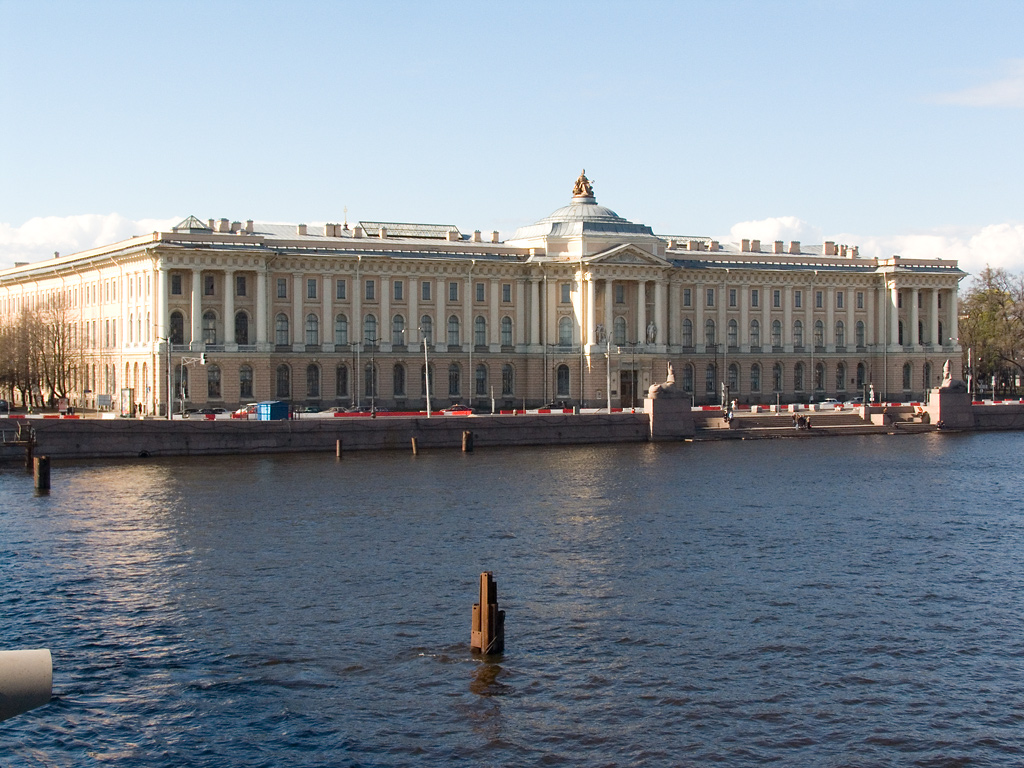
Петербурзька академія мистецтв
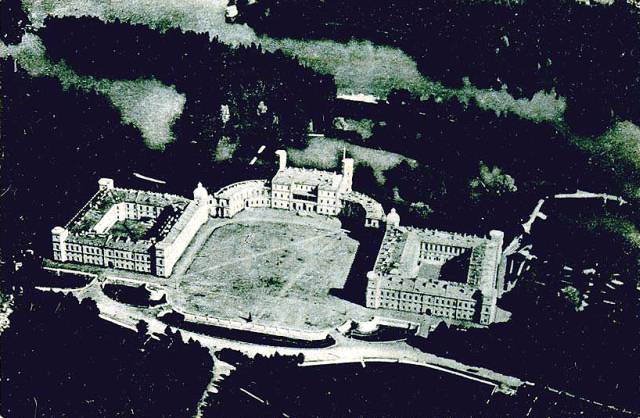
Гатчинський палац, вигляд з гелікоптера
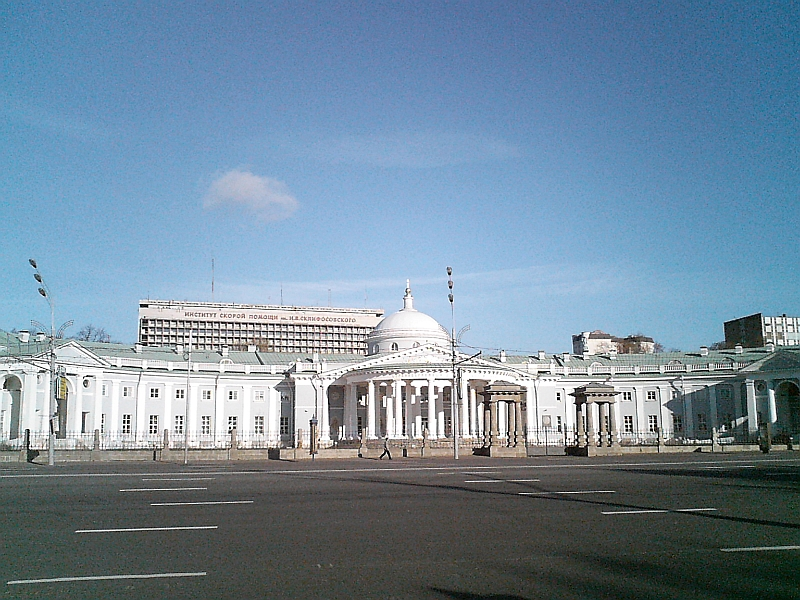
Странноприймальний заклад Шереметєва в Москві

### Провінційне бароко (в Тотьмі, в Сибіру)
Витіснене зі столиць, російське бароко не здавало своїх позицій в провінціях імперії, надовго визначаючи форми і декор культових споруд і їхніх інтер'єрів (церкви в Великому Устюгі, садибах Підмосков'я). Відомі численні пам'ятки різноманітних провінційних шкіл доби бароко кінця XVII — кінця XVIII століть у провінції.
Надзвичайно цікавою була архітектурна школа міста Тотьма, де виробили особливі форми церковних споруд по-за стилістикою В. Растреллі чи Д. Ухтомського. Фундаторами цих церков були новітні багатії-купці, що заробили великі гроші на торговельних операціях з хутром в Сибіру й Америці і вклали їх у споруду церков (родини Панових, Холодилових, Черепанових тощо). Незвичні за стилістикою церкви виникли в Тотьмі, Томську, Сибіру, породивши назву «Сибірське бароко».

Липецька область. Покровська церква (Зарічний Репець), фото 1930-х до знищення храму комуністами
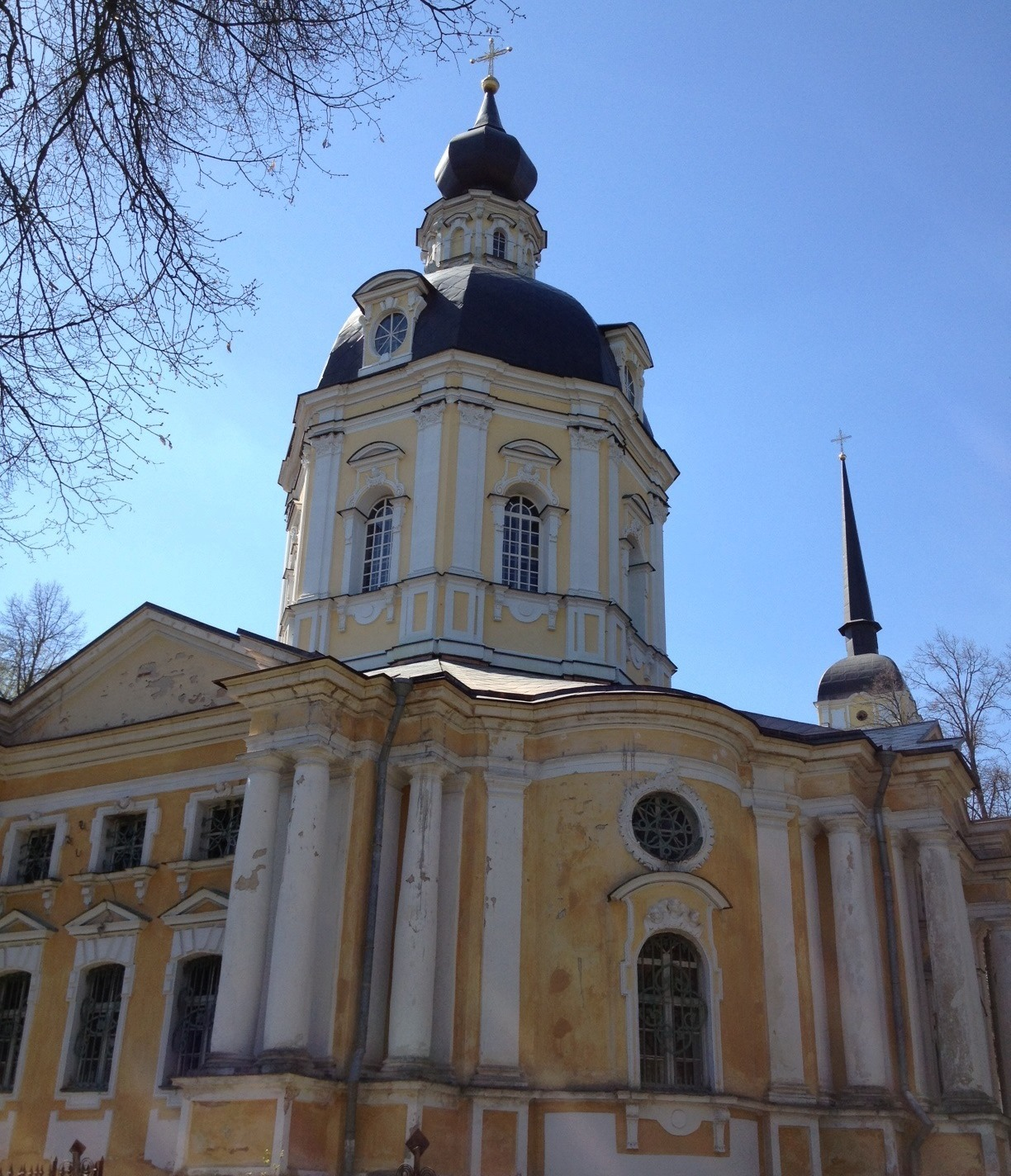
Архітектор Бланк Карл Іванович. Церква Спаса, садиба Вороново, середина 18 століття
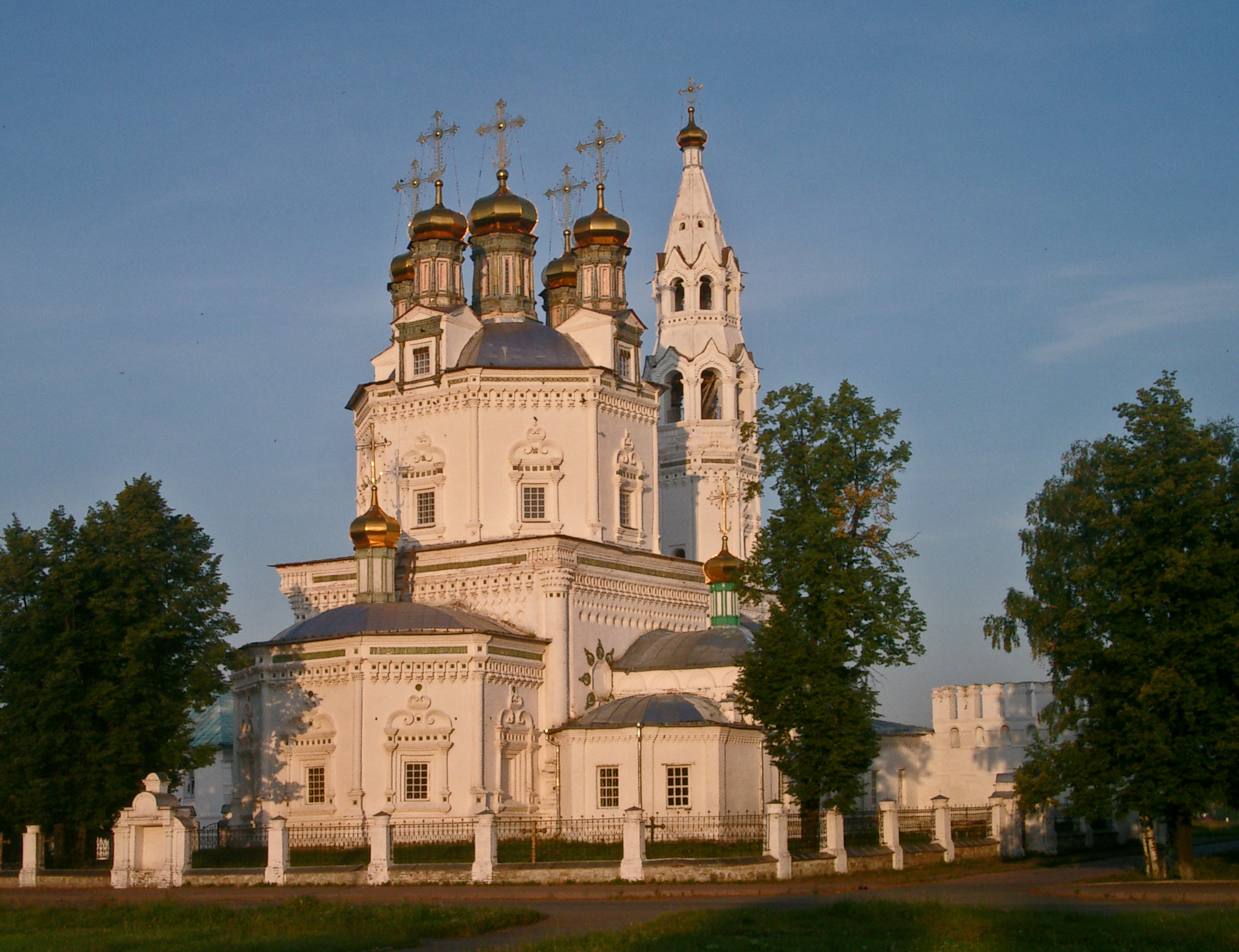
Троїцький собор в Верхотурьє, 1704-1713. Тип "восьмерик на четверику", поєднаний із традиційним п'ятибанням
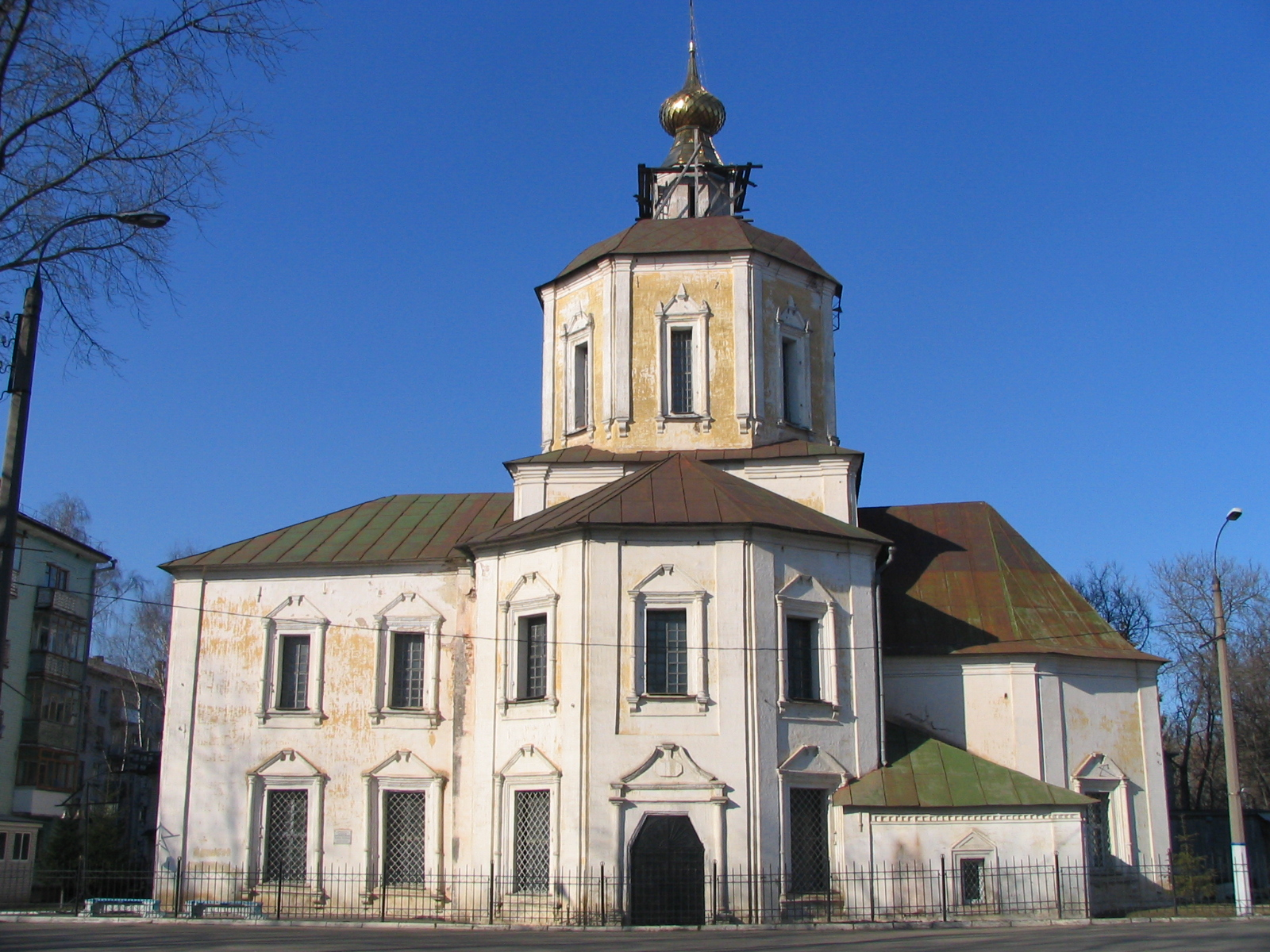
Собор тверського Отроча монастиря (1720-ті) — типовий приклад провінційного бароко
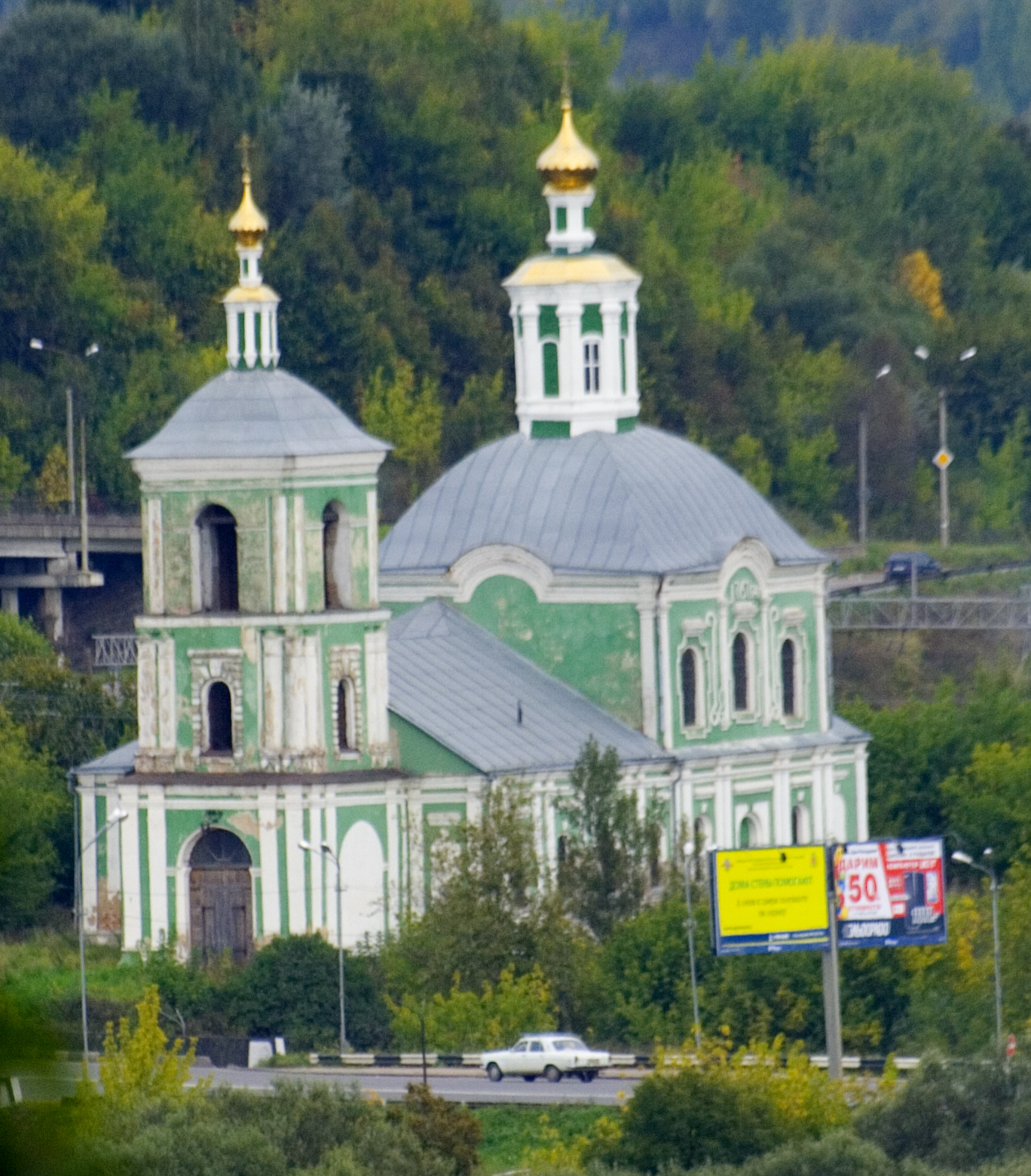
Хрестовоздвиженська церква в Смоленську — пам'ятка торопецької школи бароко
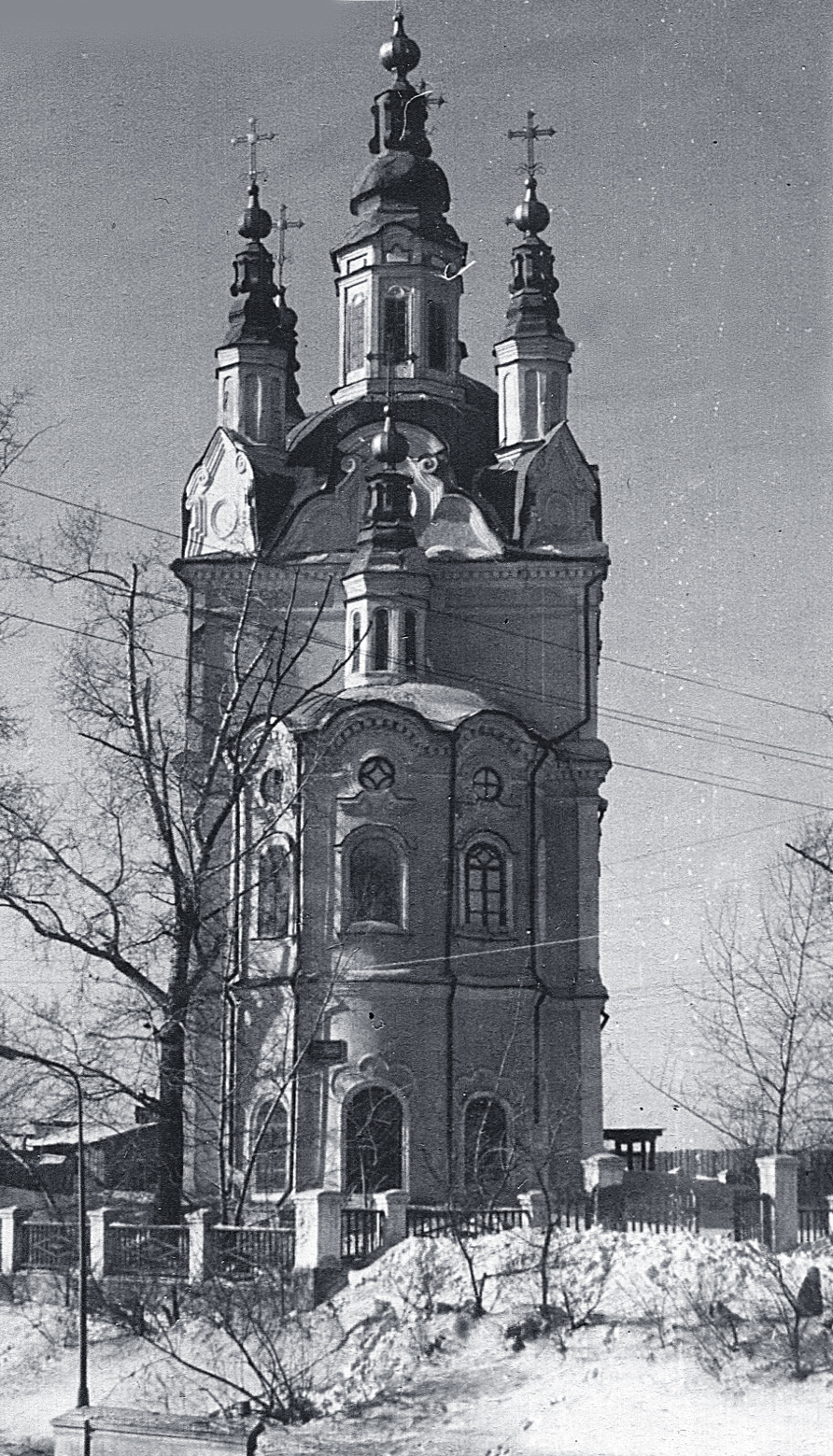
Томськ, Воскресенська церква — приклад «сибірського бароко»

### Українське бароко в Росії
Наприкінці XVII — на початку XVIII століть у зв'язку із реформами Петра I в Росії на вищих церковних посадах опинилась значна кількість церковних ієрархів — вихідців з тогочасної України. Вони внесли деякий вклад і в архітектурні смаки тогочасної Росії. На багатьох спорудах означились впливи українського мистецтва, а деякі збудовані безпосередньо в стилі козацького (українського) бароко. До найкращих зразків українського мистецтва на теренах Росії належать комплекс Троїцького монастиря в Тюмені та Воскресенський собор в Старочеркасськой.

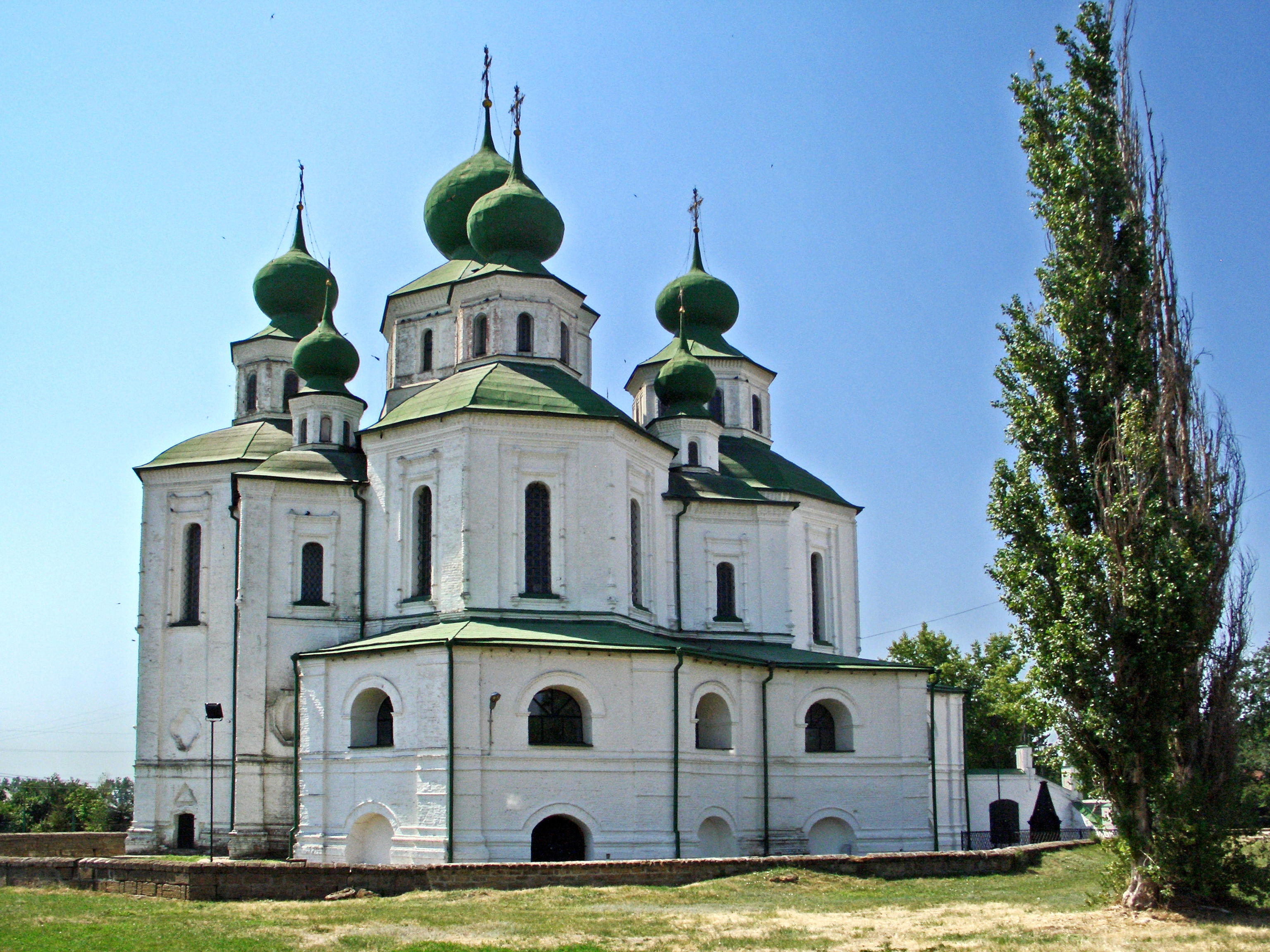
Дев'ятидільний дев'ятибанний Військовий Воскресенський собор (1706—1719 рр.) — колишній головний храм донських козаків.
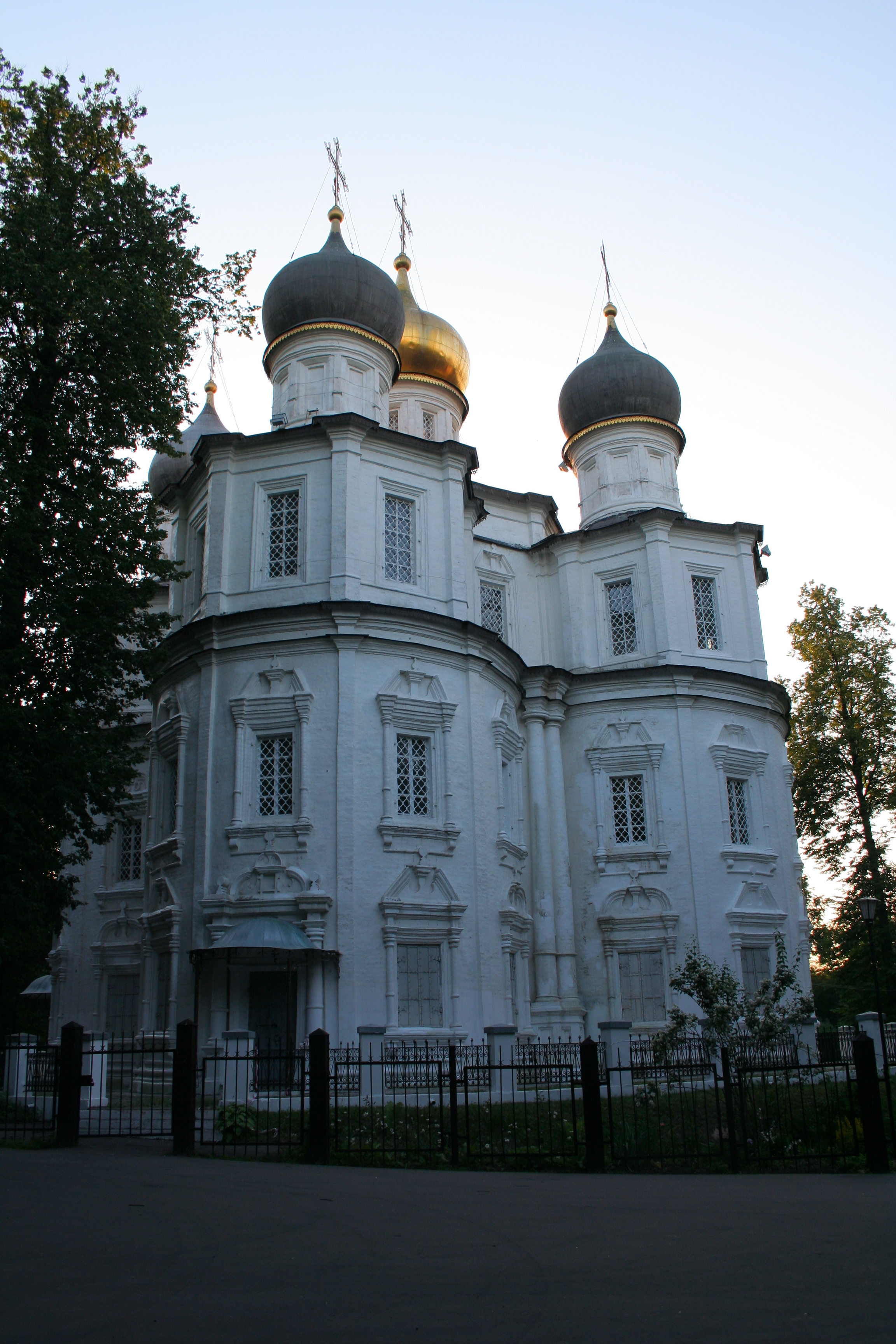
Казанська церква у Вузькому (Москва, 1697—1698 рр.) має виразні риси українського бароко.
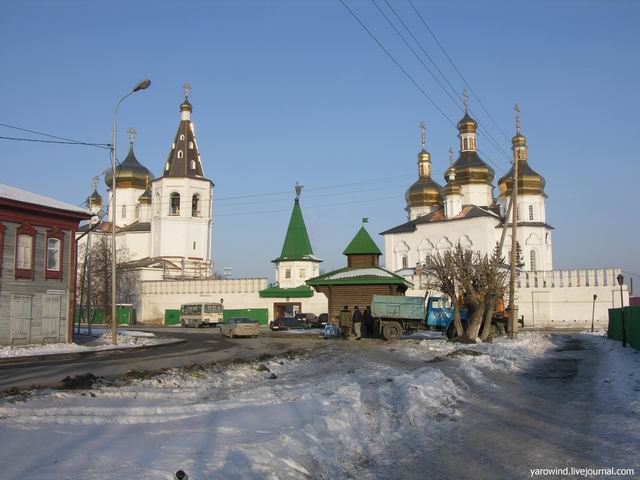
Комплекс Троїцького монастиря в Тюмені, 1710-ті — 1750-ті рр. Закладений митрополитом Філофеєм (Лещинським) — українцем за походженням.
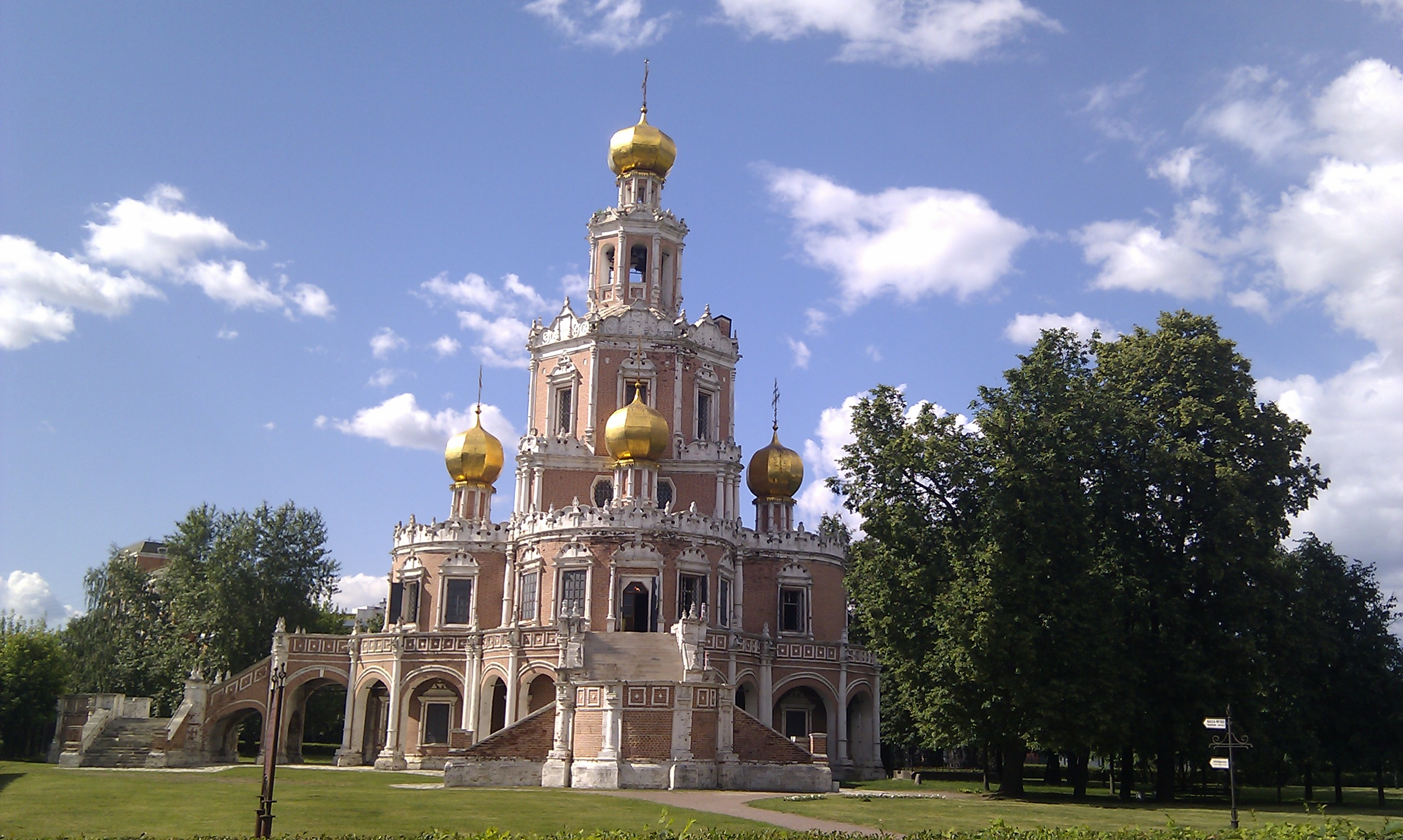
Церква Покрова у Філях під Москвою. Стиль «наришкінського бароко», що розвивався під значним впливом українського бароко.
Комплекс Троїцького монастиря в Тюмені (1715) свідчить про вплив українського зодчества на перші кам'яні споруди Сибіру

### Відгуки про бароко

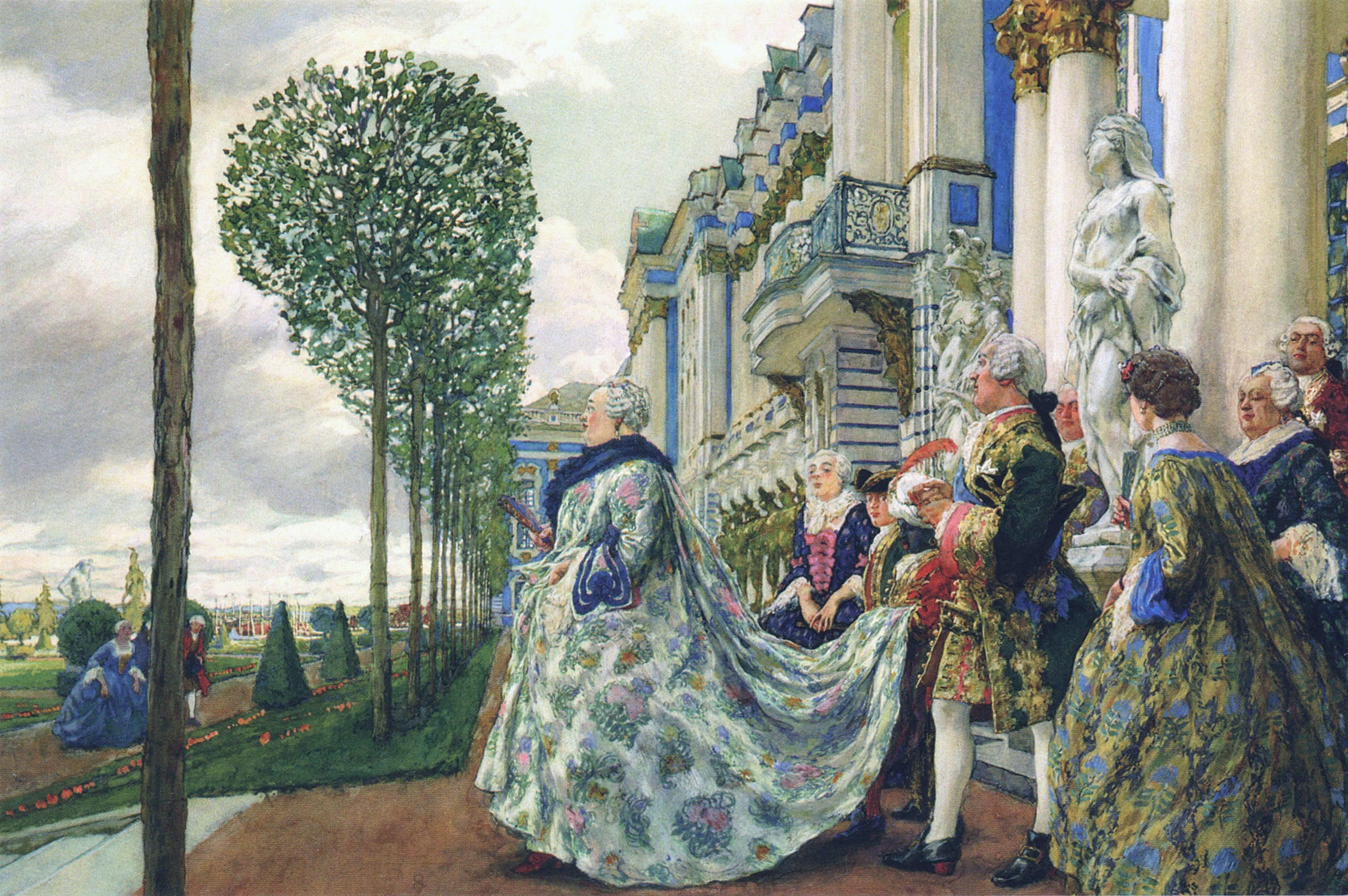
Худ. Є Лансере, імператриця Єлизавета в Царському Селі, твір 1905 р. Третьяковська галерея

Навіть за часів імперії відгуки про бароко і реформи Петра | не завжди були схвальними. В 19 ст. Стасов В. В. писав: (російською)

| Пётр Первый был, конечно, один из величайших государей мира, но он ничего не понимал и не ценил в народности, а значит и в искусстве. А потому преравнодушно и без всякой нужды уничтожал все народные формы… Он вычеркнул вон русскую архитектуру, величавую, оригинальную, талантливую, и завёл у нас совершенно непригодный для страны и народа архитектурный европеизм - стиль голландский и немецкий, да, к несчастью, ещё и самый низкопробный, из самой скверной эпохи. |
Йому співзвучні відгуки Забеліна І. Є., що казав про російське мистецтво 18 століття як про «жалюгідне копіювання західних взірців». У запалі полеміки говорили ще гірше. Знадобилась відстань у 150 років, щоби на російське бароко подивились з неупередженої точки зору. Повторне відкриття неповторності і талановитості творів тої доби зробили майстри мистецького об'єднання «Світ мистецтва»(Бенуа Олександр Миколайович, Лансере Євген Євгенович, Добужинський Мстислав Валер'янович, організатори виставок в Петербурзі Н. Н. Врангель, Сергій Дягілєв тощо) разом з науковцями початку 20 століття. Барокова архітектура викликала появу споруд в стилістиці бароко на новому етапі(Фрейлінський корпус в Петергофі — тепер музей родини Бенуа, будівлі в Петербурзі, Воронежі тощо). Своє значне місце посіло і російське бароко в мистецтвознавстві 20 століття.